# شوش
شوش، یکی از شهرهای کشور ایران از توابع استان خوزستان و مرکز شهرستان شوش است.
این شهر یکی از مراکز تمدن ایلام و از کهن‌ترین شهرهای جهان است. همچنین شوش کهن‌ترین شهر ایران است.
شهر باستانی شوش از مراکز تمدن قدیم، از شناخته‌شده شهرهای جهان، پایتخت چند هزار سالهٔ تمدن ایلام و همچنین پایتخت زمستانی شاهنشاهی هخامنشی بوده است.
حمزه اصفهانی نام رسمی آن را «ایران خرّه شابور» می‌نامد و چنین توصیف می‌نماید: شوش به معنی شهر زیبا، باصفا، خوب و لطیف. در تورات و در قاموس موسی دربارهٔ شوش آمده است: شوشن یا شوشان در عبری زنبق بوده، در یونان سوسنای می‌گفتند و نام‌های دیگرش «شوشا» «شوش» بوده، قسمت بزرگی از ولایت شوش و ایلام را هم «سوسیانا» یا «سوزیانا» می‌گفتند. شوش یا شوشن نام همهٔ گیاهان تیره سنبل و زنبق و نرگس و اسپرغم بشمار می‌رود. شوش در قرون وسطی آباد و مرکزی بزرگ برای خوزستان بوده است که در آن روزگار چندین شهر، آبادی و حومه داشته و در آن شهر قلعه‌ای محکم و قدیمی، بازارهایی با شکوه و مسجدی با ستون‌های گرد وجود داشته‌اند. این شهر به داشتن منسوجات ابریشمی خام، ترنج، انار و نیشکر معروف بوده است. آرامگاه دانیال نبی در شهر شوش واقع گردیده است. شوش در دوره ساسانیان و دوره اسلامی نیز مدت‌ها از شهرهای پرجمعیت و پررونق بود، هنگامی که مرکز خوزستان به شوشتر منتقل شد، کم‌کم‌اهمیت خود را از دست داد. در طبقات پایین‌تر این شهر آثاری به‌دست آمده که باستان شناسان آن‌ها را مربوط به ۸ هزار سال پیش می‌دانند.

## تاریخ شوش

نقشهٔ راه شاهی که در دوران امپراتوری هخامنشی ساخته شد، به مسافت ۱۷۰۰ مایل از شوش تا سارد و با عبور از اربیل نزدیک نینوا، با داشتن چاپارخانه جهت تعویض اسب‌های خسته در هر ۱۵ مایل از طول مسیر، کیفیت ساخت این جاده در روزگار باستان به شکلی بود که طی ۷ روز می‌توانستند از شوش به سارد سفر کنند، این جاده در زمان خودش از اهمیت استراتژیکی بسیاری برای امپراتوری هخامنشی برخوردار بود.

شوش از اوایل هزاره چهارم پیش از میلاد موجودیت خویش را در صحنه تاریخ نشان داده و از همان ابتدا به عنوان مرکزی هنری، صنعتی، تجاری و سیاسی محسوب می‌شده است. شهر شوش، در زمان ایلامی‌ها به خاطر همین موقعیت ویژه، به عنوان پایتخت سیاسی، مذهبی انتخاب گردیده و تا سال ۶۴۰ پیش از میلاد؛ که این شهر توسط آشور بانیپال، پادشاه امپراتوری نو آشوری، ویران گردید، اهمیت خود را حفظ کرد.
در این شهر از دوره‌های دیگر تاریخی ایران مثل ساسانیان و دوره اسلامی، آثار و مدارک فراوانی به‌دست آمده است. این ویژگی‌ها باعث گردیده که این شهر به عنوان موزه‌ای از دوره‌های مختلف پیش از تاریخ و تاریخی و اسلامی ایران (تا سده ۵ هجری قمری) تبدیل گردد.

شهر باستانی شوش مرکز تمدن ایلام بوده که واقع در یکصد و پنجاه کیلومتری شرق رود دجله در استان خوزستان است، شوش از حدود ۲۷۰۰ پیش از میلاد پایتخت بوده و این پایتختی تا پایان شاهنشاهی هخامنشی ادامه می‌یابد که بالغ بر ۳۰۰۰ سال می‌شود. اطلاعات تاریخی موجود نشان می‌دهد که ایلامیان در این شهر و منطقه ۲۰۰۰ سال به مرکزیت شهر شوش پادشاهی داشته‌اند، تا قبل از حملهُ مغول شوش بسیار آباد بود و مردمان زیادی در آن زندگی می‌کردند و تنها بعد از حملات ویرانگر مغول بود که قابلیت سکونت شهر کمتر می‌شود. اسنادی دربارهُ ایلام پس از سدهُ بیست و پنجم پیش از میلاد یافت می‌شود. حتی در این هنگام نیز برای به دست آوردن حداکثر مدارک باید در لابلای سطور کتیبه‌های چندی که به جا مانده گشت، در این مورد خاص دو مدرک وجود دارد که عبارت هستند از آجر نوشته و دیگری گِل نوشته، طبق اظهارات پروفسور ارفعی که سال‌ها بر روی این الواح کار کرده و متن آن‌ها را برگردان نموده، موضوع گِل‌نوشته‌ها خرید و فروش زمین، وصیتنامه، فرزند خواندگی و غیره است که فرانسوی‌ها آن را در چهار جلد منتشر کرده‌اند. 
شوش، یکی از قدیمی‌ترین سکونتگاه‌های شناخته شدهٔ منطقه است که تاریخ بنای آن مربوط به ۴۲۰۰ سال پیش از میلاد است. با وجود این، نخستین آثار پیدا شدهُ یک دهکدهٔ مسکونی در آن مربوط به ۷۰۰۰ سال پیش از میلاد هستند
 اما آجر نوشته‌ها بیشتر در ساخت پرستشگاه‌ها به کار می‌رفته و دربارهٔ ایزدان مردم شوش باستان بوده است، در آن دوران هر پادشاهی که پرستش‌گاهی می‌ساخته خودش را در قالب این آجر نوشته‌ها معرفی می‌کرده که برای مثال پسر کیست و پادشاه کجا بوده است و می‌گوید برای سلامت و طول عمر خود این پرستش‌گاه را برای یکی از خدایان ساخته و ابراز امیدواری می‌کند که آن خدا زندگی دیرپایی به او بدهد، همچنین اشاره می‌شود که چه بخشی از پرستش‌گاه را ساخته‌اند یا چه پادشاهی قبل از آن‌ها پرستشگاه را ساخته یا تعمیر کرده است، در ایلام و مرکز آن شهر شوش، مانند سراسر خاور زمین در روزگاران نخستین، حوزهُ فعالیت زن، محدود به خانه نبود. زن نیز مانند مرد اسناد امضا می‌کرد، به داد و ستد می‌پرداخت، ارث می‌برد، وصیت می‌کرد که پس از مرگش چگونه به تقسیم میراث او بپردازند، در اسناد ایلامیِ نخستین، بارها به ذکر نام مادر، خواهر، یا دختر پادشاه برمی‌خوریم، مدارک موجود متعلق به دورهُ به اصطلاح کلاسیک اشاره دارند، دین ایلام ماهیت چند خداگرایی داشت، متأسفانه نام برخی از ایزدان، تنها به وسیلهُ پندارنگاری اکدی نوشته شده است اما این بدان معنی نیست که بر فرض مثال نام ایزد خورشید، که در زبان‌های سامی شمش خوانده می‌شد به همین گونه نیز در ایلام تلفظ می‌گردید، در اینجا نام وی بی تردید تلفظ به کلی متفاوت داشت و ناخونته خوانده می‌شد، دو ایزد در کتیبه‌ها و نوشته‌های شاهی ایلام از اهمیت زیادی برخوردار بودند، این دو ایزد یکی هوبان و دیگری اینشوشیناک نام داشتند، نام ایزدِ نخستین غالباً با نشانه‌های پندارنگاری اکدی نوشته می‌شود که وی را «بزرگ» معرفی می‌کند که معنی تحت‌الفظی نام اینشوشیناک ایزد شوش بود، اگر چه ممکن بود پادشاهان، این ایزدان را برتر از خودشان اعلام کنند، اما چندین قطعه و بریدهُ سفالین به گونه‌ای مادر-ایزد اشاره می‌کنند و صدها تندیس گِلی کوچکِ این ایزد که در جریان خاکبرداری‌های شوش پیدا شده، حکایت از آن دارند که همهُ مردم ایلام و شوش از سر صِدق او را می‌پرستیدند. 

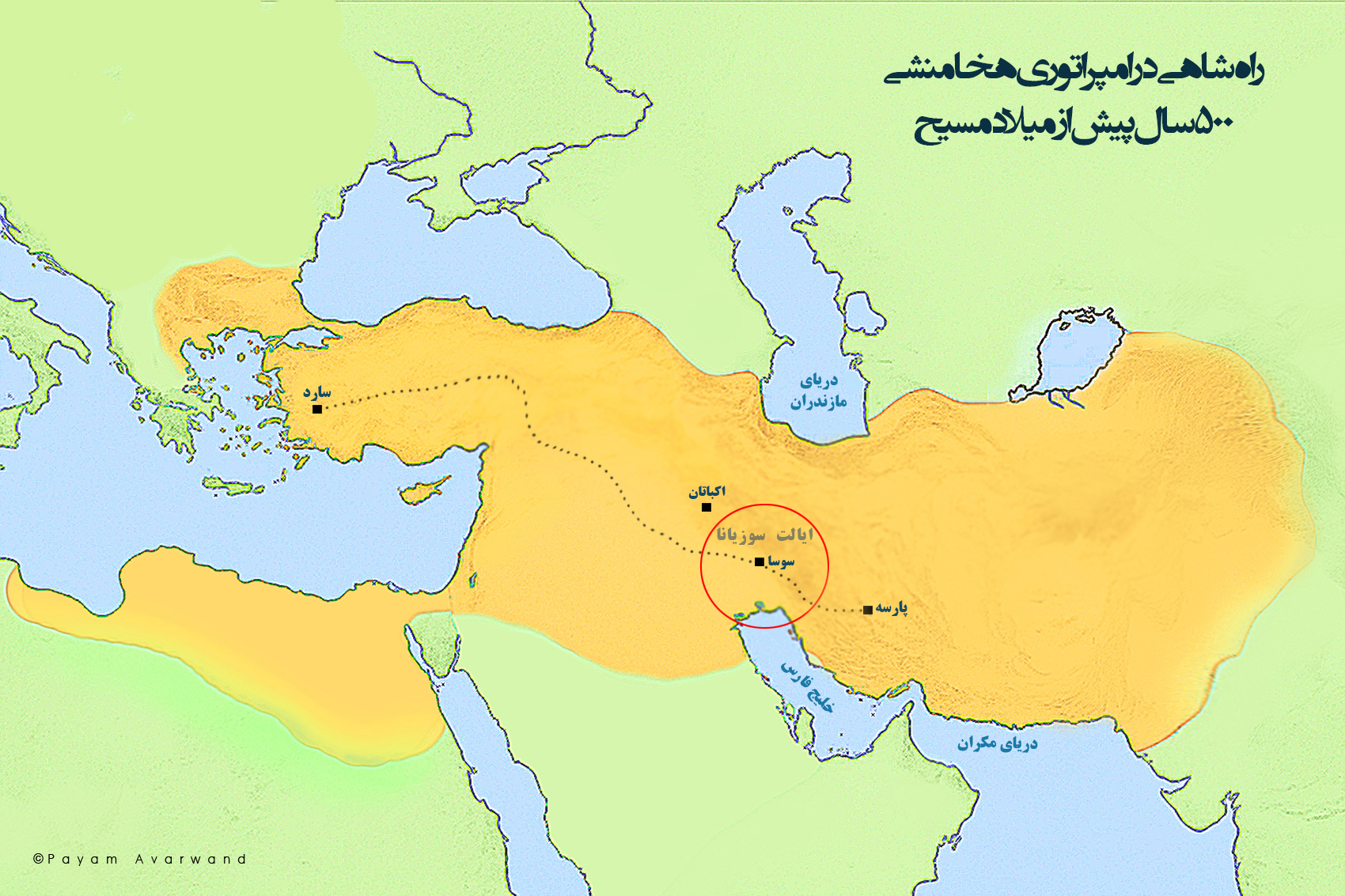
راه شاهی و موقعیت استان سوزیانا و شهر شوش در میانهٔ این مسیر

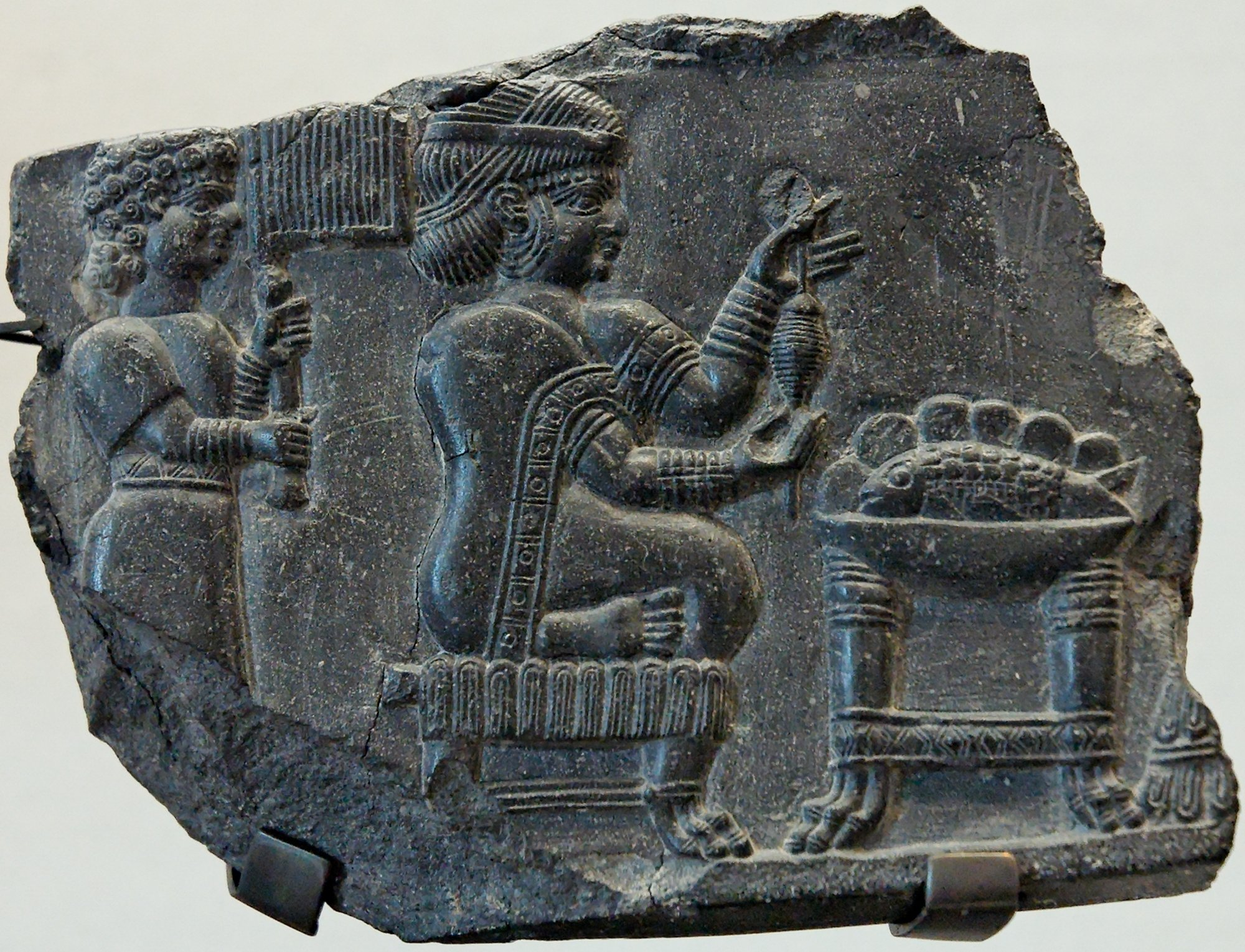
سنگ‌نگارهٔ زن ایلامی و ندیمه از آثار به جا مانده از ایلامیان که پایتخت آن‌ها شهر شوش بود.

در ایلام مانند دیگر سرزمین‌های روزگار باستان. نفرین صلاح مؤثری بود، قدرت دعا به درگاه ایزدی توانا از این کمتر نبود و چون پادشاه نمایندهُ خدا بر زمین بود. روش سوگند خوردن برای درستی گفته‌ای به نام رئیس محلی یا پادشاه و فرمانروای بزرگ. روشی بسیار مطلوب بود، بعدها طرف‌هایی که در شوش با یکدیگر قرارداد می‌بستند غالباً به درگاه ایزدان اینشوشیناک و ایشمه کاراب دعا می‌کردند شهر باستانی شوش روزگاری مرکز برخورد دو تمدن مهم بوده، که هریک به سهم خود در دیگری تأثیر داشته است، یکی تمدن میانرودان ودیگری تمدن ایلام.
قرار گرفتن این منطقه در شمال خلیج فارس و نیز همسایگی با میانرودان در پیدایش این وضع ویژه تأثیر بسیاری داشته است، شوش در دوره هخامنشیان شکوه گذشته خویش را بازیافته و چهار راه شرق و غرب گردید. با توجه به اهمیت و موقعیت جغرافیایی و سیاسی خاص شوش بود که راه‌های بسیاری و به ویژه راه بزرگ موسوم به راه شاهی ارتباط این شهر را به نقاط گوناگون جهان برقرار کرد، راه شاهی که در دوره هخامنشیان و به دستور داریوش بزرگ ساخته شد، شهر شوش، پایتخت سیاسی دولت هخامنشیان را به پاسارگاد، تخت جمشید و دیگر شهرهای امپراتوری، ازجمله شهر نامی سارد پایتخت کشور لیدیه پیوند می‌داد، می‌توان گفت اداره سرزمین پهناور ایران و حفظ امنیت آن و انتقال سریع یگان‌های نظامی و گسترش بازرگانی و ترابری و تسهیل در امر مسافرت از مهم‌ترین عوامل ساخت و گسترش شبکه راه‌ها در این دوره بوده است،
از سوی دیگر ایجاد راه‌ها و برقراری امنیت و تسهیل و بازرگانی، خود موجب پیوند و آشنایی ملت‌های گوناگون گردید که این امر مایه انتقال فرهنگ‌ها و باورهای گونه‌گون گردید و بسیاری از نظرات فلسفی و باورهای دینی از این راه میان ملتها مبادله شد، به سبب اخلاص مسلمانان شیعه و یهودیان ایران به حضرت دانیال، شوش یک دهکدهٔ مسکونی است. امروزه شهر شوش در شمال استان خوزستان از یادمان‌های تاریخی کهن، دیگر آن شکوه و اهمیت دیرین خود را دارا نیست. نام‌هایی مانند سوس، شوشا، سوسه، سویس و سویز که در بعضی مناطق شمال آفریقا وجود دارد نیز مرتبط با نام شهر شوش است. مهاجران ایرانی و عرب که از این منطقه به شمال آفریقا مهاجرت کرده‌اند، این نامها را در دوره اسلامی رایج نموده‌اند. شهر شوش در دوره قبل از اسلام شهرت بین‌المللی و شهرتی برابر با بابل، کلده، لیدی، نیل و غیره داشته است.

### تپه‌های باستانی شوش

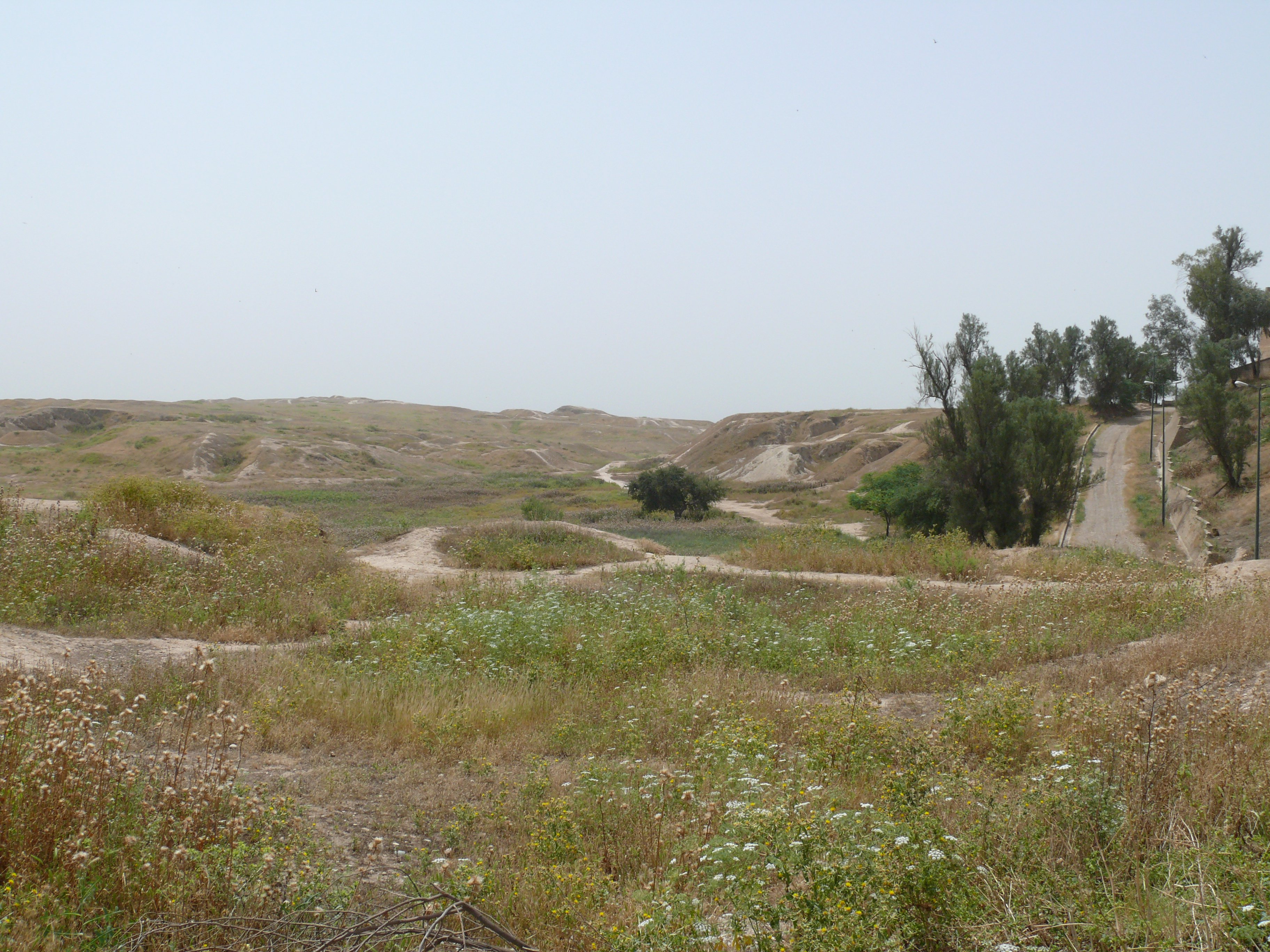
تپه‌های باستانی شوش در منطقه کاخ و آکروپل، در سمت راست تصویر، مسیر منتهی به قلعهُ شوش مشهود است

تپه جوی در شمال تپه جعفرآباد، تپه بند بال، بوهلان و تپه معروف آکروپل شوش از تپه‌های معروف پیش از تاریخ منطقه شوش هستند که آثار متعددی در آن‌ها پیدا شده است و به دوره سوزیانا تعلق دارند و در این تپه‌ها آدمیان در روستاها ساکن شده‌اند و در این منطقه تپه‌های باستانی بسیاری دیده می‌شود و آن‌هایی که نام برده شدند معروف‌ترین هستند، شوش بخشی از کشور ایران است که اولین آثار شهرنشینی و تجارت در آن ظهور کرده است و انسان در نه هزار سال پیش از میلاد در این منطقه کشاورزی می‌کرده است، در این منطقه پیشرفت خانه‌سازی و تشکیل خانواده هم‌زمان با بین‌النهرین صورت گرفته است، از هزاره چهارم پیش از میلاد از شوش کوزه‌های دراز باریک به دست آمده است. اوایل هزاره سوم پ م بر لوح‌های گلی خط تصویری نوشته شده است که کلید واژه آن هنوز رمز گشایی نشده‌اند. این لوحه‌ها برای مصارف تجاری ساخته شده است. در این دوره تاریخی ایلامی‌ها در شوش قدرت گرفته‌اند.
شوش یکی از قدیمی‌ترین شهرهای جهان است. حفاری‌های باستان‌شناسی نشان می‌دهد که این منطقه در ۹۰۰۰ سال پیش از میلاد محل سکونت کشاورزان بوده. آن‌ها از زندگی خود آثاری بر جای گذاشته‌اند که اکنون به صورت تپه‌های گوناگون باستانی کشف شده است، در ۵۰۰۰ سال پیش از میلاد در این مکان مردم در قلعه زندگی می‌کردند و از ۴۰۰۰ سال پیش زندگی در شوش به صورت شهری درآمده است، این منطقه که بین رودهای کرخه و دز قرار دارد پایتخت سیاسی ایلامی‌ها بوده است. قلعه ایلامیها روی تپه‌ای در مرکز شهر شوش واقع بوده که فرانسوی‌ها روی آن قلعه جدیدی احداث نموده‌اند.
در کنار آن تپه شاهی قرار دارد که احتمالاً به صورت زیگورات بوده است و در نزدیکی آن تپه صنعتگران قرار دارد.
آشوربانیپال بین سال‌های ۴۶۵–۴۶۰ قبل از میلاد شهر شوش را فتح کرد و آن را مانند دیگر فتوحات آشوری‌ها با خاک یکسان کرد.
داریوش اول هخامنشی آنجا را بازسازی نمود و کاخ آپادانای خود را در تپه شاهی برپا نمود.
خشایارشا نیز در شوش زندگی می‌کرده است.
در زمان اردشیر اول متأسفانه در اثر آتش‌سوزی بزرگی بیشتر بناهای شوش از بین رفتند. بقایای این آثار باستانی در سده بیستم از زیر خاک بیرون آمدند. قسمت عمده‌ای از آن‌ها در اثر تسطیح دشت خوزستان برای اهداف کشاورزی از بین رفته است و جنگ هشت ساله ایران و عراق نیز خسارات زیادی به آثار باستانی وارد کرده است. حفاری‌های غیرمجاز ساکنان دشت و حمله باستان شناسان غربی، باعث شده است قسمت عمده‌ای از این آثار از بین برود یا به موزه‌هایی همچون لوور برسد.
شمال دشت خوزستان که محل ورود سه رود کارون کرخه و دز به این دشت رسوبی و حاصلخیز است محل مناسبی برای استقرار بشر اولیه بوده است، که به تازگی با تکثیر نباتات و اهلی کردن حیوانات آشنا شده بود
 در ۵۰۰۰ سال پیش از میلاد آن‌ها با احداث آبراه‌ها و سدهایی مشکل آبرسانی را حل نموده بودند.
باستان شناسانی همچون گیرشمن و ژان پرو بقایای ساختمان‌های عظیمی را در تپه‌های شوش کشف کردند که نشان از اهمیت این تپه‌ها در منطقه می‌دهد. در کل دشت شوش تپه‌های فراوانی وجود دارد و نشان می‌دهد در پهنه عظیم این دشت اجتماعات
آن پراکنده کشاورزی وجود داشته است که مرکز همه آن‌ها در شوش بوده و همگی از نظر فرهنگ صنعت و نحوه زندگی با هم وحدت داشته‌اند.
در سال‌های جدید نیز تعارض و تصرفاتی احتمالاً ناخواسته در محدودهٔ دامنهٔ تپه‌ها به وجود آمده که ناشی از همان بحث همیشگی تعیین عرصه و حریم می‌باشد، بر اساس پیمان‌نامه‌های جهانی، هر گونه مداخله در عرصهٔ یک اثر تاریخی یا مجموعه تاریخی شامل تعمیر یا نوسازی  ازجمله حذف یا اضافه کردن تنها با کسب مجوزهای قانونی از سوی میراث فرهنگی، ممنوع است، در سال ۱۳۶۷ مجموعه باستانی شوش با ۴۰۰ هکتار تعیین عرصه و حریم شد، از نو در فروردین سال ۱۳۸۷ و بنا بر برآرودهای جدید عرصهٔ این محوطه ۱۲۰۰ هکتار اعلام شد، پس از چند سال به بهانه توسعهٔ شهر جدید شوش، عرصهُ ۱۲۰۰ هکتاری به ۸۰۰ هکتار کاهش یافت اما ظاهراً این عرصهٔ تصویب شده باز هم در امان نیست.

## مردم
امروزه شوش، سکونتگاه اقوام مختلف ایرانی‌ست،  ازجمله عرب‌، بختیاری، لر، دزفولی، کرد و غیره. برطبق آخرین آمار اطلس زبان‌های ایران، گویش‌ها و زبان‌های رایج در شوش، و میزان استفاده از هریک، به شرح زیر می‌باشد:
| \| گویش‌ها/‌زبان‌های رایج در شوش (بروز شده در 1395)[۱۳] \| گویش‌ها/‌زبان‌های رایج در شوش (بروز شده در 1395)[۱۳] \| گویش‌ها/‌زبان‌های رایج در شوش (بروز شده در 1395)[۱۳] \| گویش‌ها/‌زبان‌های رایج در شوش (بروز شده در 1395)[۱۳] \| گویش‌ها/‌زبان‌های رایج در شوش (بروز شده در 1395)[۱۳] \| \| ------------------------------------------------- \| ------------------------------------------------- \| ------------------------------------------------- \| ------------------------------------------------- \| ------------------------------------------------- \| \| \| \| \| \| \| \| امله‌ای \| امله‌ای \| \| ۳۵٪ \| ۳۵٪ \| \| عربی خوزستانی \| عربی خوزستانی \| \| ۳۰٪ \| ۳۰٪ \| \| فارسی معیار \| فارسی معیار \| \| ۱۵٪ \| ۱۵٪ \| \| لری \| لری \| \| ۱۲٪ \| ۱۲٪ \| \| دزفولی \| دزفولی \| \| ۵٪ \| ۵٪ \| \| کردی جنوبی \| کردی جنوبی \| \| ۲٪ \| ۲٪ \| \| آمیخته \| آمیخته \| \| ۱٪ \| ۱٪ \| \| سایر \| سایر \| \| ۴٪ \| ۴٪ \| |               |  |     |     |
| گویش‌ها/‌زبان‌های رایج در شوش (بروز شده در 1395) |               |  |     |     |
| |               |  |     |     |
| امله‌ای | امله‌ای        |  | ۳۵٪ | ۳۵٪ |
| عربی خوزستانی | عربی خوزستانی |  | ۳۰٪ | ۳۰٪ |
| فارسی معیار | فارسی معیار   |  | ۱۵٪ | ۱۵٪ |
| لری | لری           |  | ۱۲٪ | ۱۲٪ |
| دزفولی | دزفولی        |  | ۵٪  | ۵٪  |
| کردی جنوبی | کردی جنوبی    |  | ۲٪  | ۲٪  |
| آمیخته | آمیخته        |  | ۱٪  | ۱٪  |
| سایر | سایر          |  | ۴٪  | ۴٪  |

## باستان‌شناسان فرانسوی و غارت شوش

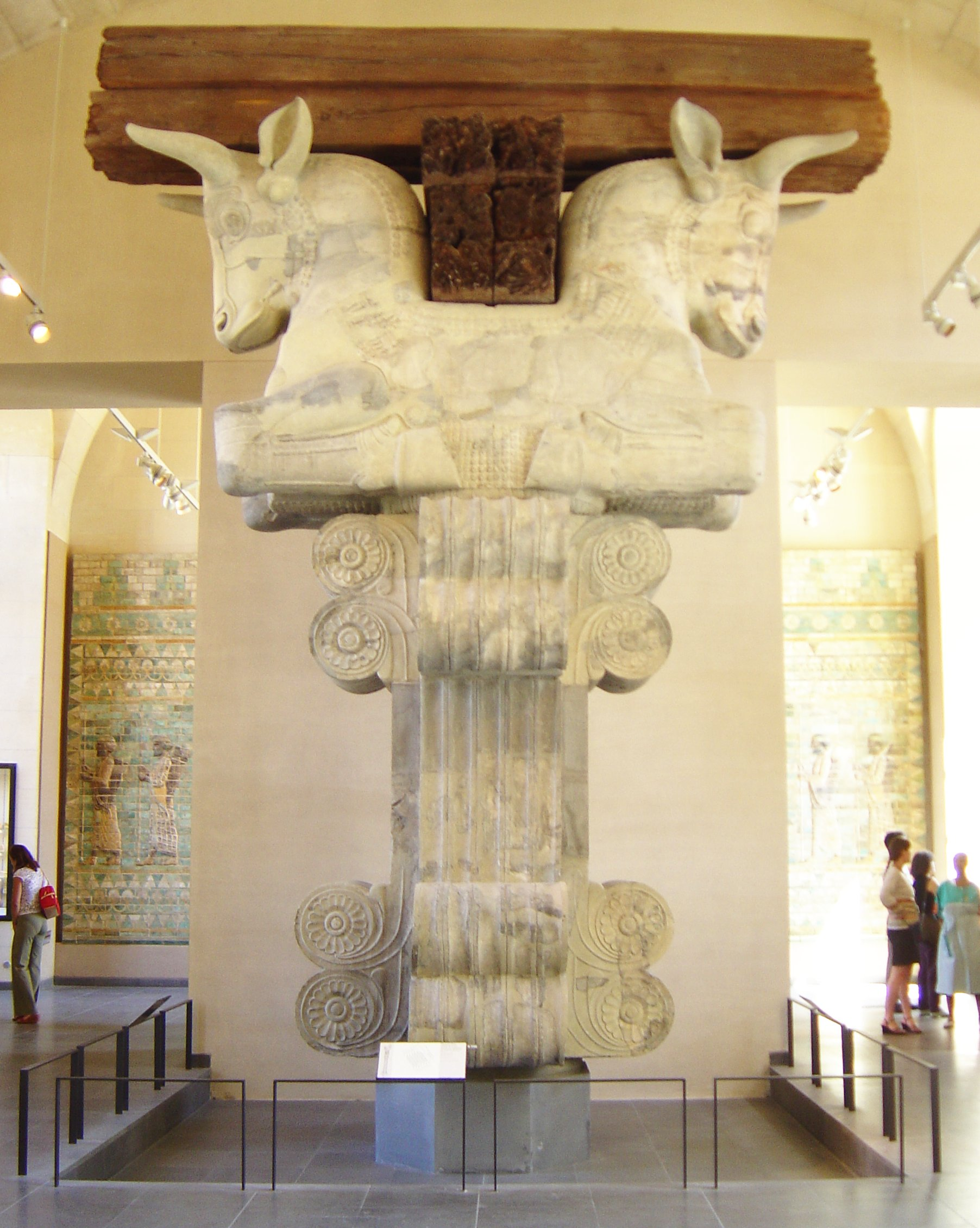
سرستون کاخ آپادانای داریوش از منطقهٔ شوش به سال ۵۱۰ قبل از میلاد که توسط دیولافوا در زمان ناصرالدین شاه قاجار، با کشتی از ایران خارج شد و امروزه در موزهٔ لوور است

بنیامین تودلایی جزو نخستین جهانگردان اروپایی است که به شوش سفر کرد و بدون انجام عملیات حفاری تشخیص داد که این منطقه همان شوشان تورات است، باستان شناسان انگلیسی، که پیشتر  درحال کاوش در منطقهُ بین‌النهرین بودند  به‌دلیل هزینه بر بودن عملیات ترجیح دادند که فعلاً به این پروژه ورود نکنند.
طبق این قرارداد قرار بر این شد که کاوش‌های باستان‌شناسی در ایران را به بهای ده هزار تومان خریداری نمایند، با توجه به مفاد هشت‌گانه، فلزاتی که پیدا می‌شوند متعلق به ایران باشد و سایر آثار نصف به نصف تقسیم شود و در صورت تمایل ایران، جهت فروش به دولت فرانسه در اولویت قرار گیرند
 ۳۰ سال بعد دو زوج فرانسوی به نام‌های مارسل و مادام ژان دیولافوا هنگام سفر به ایران پی به اهمیت این منطقه و تپه‌های باستانی آن بردند، مادام دیولافوا که سفرنامه‌ای دربارهُ مسافرت به ایران نوشته و به نام سفرنامهُ دیولافوا مشهور است توضیحات کاملی دربارهٔ این منطقه می‌دهد، در هنگام رجعت به فرانسه موضوع را با مدیر موزه لوور در میان گذاشته و خواهان تخصیص بودجه‌ای جداگانه برای تحقیق و حفاری در منطقه شوش شدند، بعد از قبول درخواستشان مجدداً به ایران بازگشتند و این بار از طریق دکتر تولوزان پزشک فرانسوی ناصرالدین شاه، در تاریخ ۱۶ ذی القعده ۱۳۱۲ برابر با ۱۲ اردیبهشت ۱۲۷۴ توانستند مجوزی را که در پی آن بودند به دست بیاورند. اولین قرارداد حفاری در همین زمان انجام شد مشروط به این موضوع که به آرامگاه دست نزنند مگر برای بازسازی. تمام هزینهُ حفاری بر عهده دولت فرانسه قرار گرفت و ایران از هرگونه تعهد در مورد هزینه فارغ شد، برای اجرا و نظارت بر مفاد این قرارداد شخصی به نام عبدالرحیم خان انتخاب شد تا بر کار فرانسویان نظارت داشته باشد، این قرارداد از آن جهت ننگین بود که این دو زوج فرانسوی در هنگام تقسیم آثار به عهد و روح قرارداد عمل ننموده و ۵۵ صندوق از آثار تاریخی را بدون اطلاع عبدالرحیم خان از ایران خارج و به فرانسه منتقل کردند. 

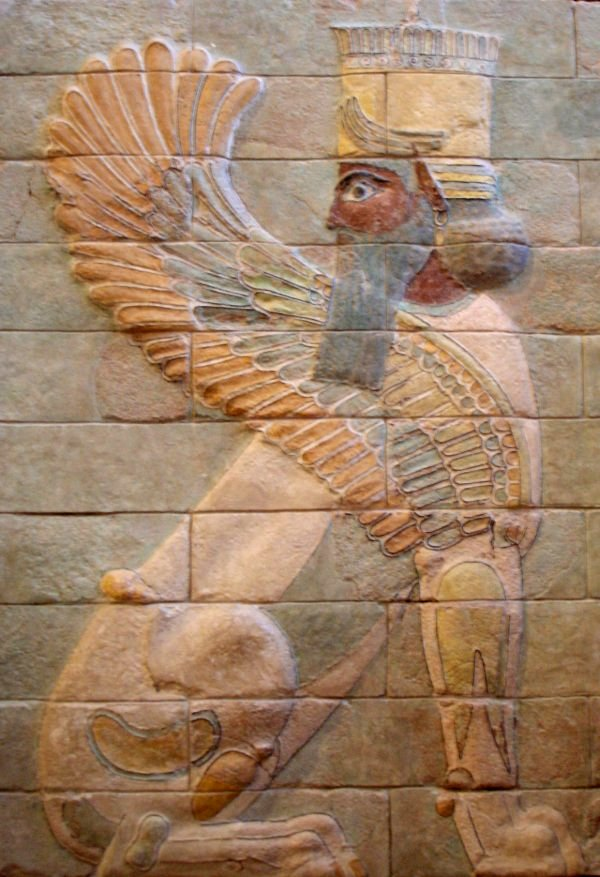
مجسمه (کاشی لعابدار) ابوالهول بالدار از کاخ داریوش بزرگ در شوش، یکی دیگر از آثار باستانی شوش در موزهُ لوور

با اطلاع ناصرالدین شاه از این موضوع به فرانسوی‌ها اعلام می‌شود که ادامه قرارداد منتفی است و ایران در نظر دارد کاوش‌های باستان‌شناسی را متوقف کند. با مختومه شدن این قراداد دو زوج فرانسوی با دادن رشوه به میرزا تقی خان ۳۲۷ صندوق از آثار تاریخی ایران و این منطقه را با کشتی خارج می‌کنند، فرانسوی‌ها در مصاحبه‌هایشان ادعا می‌کردند که این اشیاء توسط دولت قاجار در اختیار آن‌ها قرار گرفته، چیزی که ناصرالدین شاه کاملاً منکر آن بود، طبق اسناد تاریخی، مصاحبه‌ها و همچنین کتب مستشرقین بعدی ثابت شده که در مواقعی حتی با زور و تهدید این آثار باستانی از ایران خارج شده‌اند،
پنج سال بعد از این قرارداد در ۲۰ مرداد ۱۲۷۹ قراردادی جدید در یازده فصل تنظیم می‌گردد که با عنوان قرارداد مظفرالدین شاه مشهور است، بنا بر این قرارداد جدید. امتیاز انحصاری کاوش‌های باستان‌شناسی در تمام ایران به مدت ۶۰ سال به دولت فرانسه واگذار می‌گردد، بعد از گذشت ۲۷ سال از این قرارداد در نهایت مجلس شورای ملی وقت در تاریخ ۲۵ مهر ۱۳۰۶ و در دورهُ پنجم قانونگذاری، این قرارداد را به شکلی مشروط ملقی و مفاد آن را غیرقانونی اعلام می‌دارد.
ژان فرانسوا پرون یک سال بعد کار خود را به همراه دانیل لایری در کاخ هخامنشی آپادانا آغاز کرد که این شروع فعالیت منجر به کشف کتیبه‌های کاخ و مجسمهُ داریوش بزرگ شد، پرو حدود ۱۵ سال سرپرست هیئت باستان‌شناسی شوش بود، بنا بر اسناد موجود پرو جزو معدود باستان شناسانی بوده که به صورت علمی و ارزشمند در این منطقه کاوش می‌کرده نه به قصد تخریب یا غارت. در سال‌های اخیر نیز تعارضاتی به محدودهُ باستانی صورت گرفته، بنا بر اظهار مدیر ادارهُ میراث فرهنگی استان خوزستان، طبق توافق با شهردار شوش از این پس هیچ گونه مجوز عمرانی، ساخت و ساز و گودبرداری بدون استعلام از میراث فرهنگی صادر نمی‌شود و جلوی تمامی فعالیت‌های تخریب و گودبرداری جدید که اکنون  درحال انجام است گرفته خواهد شد، همچنین قرار بر این شد که یک دفتر فنی در این زمینه راه‌اندازی شود تا بدین وسیله طرح‌های ساخت و ساز و معماری توسط کارشناسان میراث فرهنگی انجام گیرد.

### کشفیات جدید باستان‌شناسی
با ساماندهی انبارهای قلعه شوش چندین شی استثنایی منحصر به فرد کشف گردیده، این اشیاء که تاکنون ناشناخته باقی‌مانده بود شامل تصویر معبد کلبه‌ای، قایق بادبانی سفالی، انبوه مهر کتیبه دار و گل نوشته‌هایی به خط آغازین ایلامی است، عباس علیزاده مسئول ساماندهی قلعه شوش با اعلام این خبر افزود: به غیر از تکه‌های سفال و ظروف سالم سفالی، انبارهای شوش شامل انبوهی از استخوان هایجانوری، ریز تیغه و اشیای سنگی است که هیئت فرانسوی موفق به چاپ و نشر آن‌ها نشده بود، علیزاده که مدرس دانشگاه شیکاگو می‌باشد افزود: این یافته‌های جدید هم‌اکنون در دست پژوهشگران و دانشجویان ایرانی و خارجی به منظور مطالعه و استفاده به عنوان منابع رساله کارشناسی ارشد و دکترا قرار گرفته. این قایق یک مدل قایق بادبانی سفالی مربوط به دوره ۴۴۰۰ سال پیش از میلاد شوش است، این شی با ارزش از حفاری‌های تپه آکروپل، محل سکوی بلند مذهبی شوش پیش از تاریخ به دست آمده که کاشفان آن این شی را بخشی از یک ظرف پنداشته بودند.

## مذهب و بزرگان شهر شوش
- دانیال در باور ادیان ابراهیمی یکی از پیامبران بنی اسرائیل سده هفتم پیش از میلاد است. دانیال به زبان عبری به معنای «خدا قاضی من است» می‌باشد. در سال ۶۰۶ پیش از میلاد وی را به دربار بخت النصر پادشاه بابل به اسارت بردند. وی در آنجا به علوم کلدانیان و زبان مقدس واقف گردید و در حکمت از آنان پیشی گرفت. اولین واقعه‌ای که سبب نفوذ دانیال نبی گردید تعبیر خواب نبوکد نصر بود. بدین گونه ادعای پیغمبری نمود و مورد توجه آن پادشاه قرار گرفت. وی به همراه عده‌ای از قوم یهود به ایران مهاجرت نمود و در شوش ساکن شد و در آنجا درگذشت، آرامگاه دانیال نبی در ساحل شرقی رودخانه شاوور و روبروی تپه ارگ قرار دارد و دارای گنبدی ارچین است.
- دِعبِل خُزاعی (زادهٔ ۱۴۸ هـ. ق - درگذشتهٔ ۲۶۴ هـ. ق) با نام کامل ابوعلی، دعبل بن علی بن رزین بن عثمان بن عبدالله بن بدیل بن ورقاء خزاعی کوفی، شاعر، ادیب و عالم شیعی که مدیحه‌سرا و ذاکر فضایل اهل بیت بود.

### مذهب در اوایل دوران اسلامی
مقدسی می‌گوید: مردم شوش و توابعش حنبلی و جبّی، و نیمی از مردم اهواز شیعه اند، حنفی بسیار نیز آنجا هست. فقیهان و پیشوایان بزرگ دارند. مردم جندی شاپور و شوشتر حنفی و شافعی هستند و در رامهرمز همه رنگ یافت می‌شود.

### آرامگاه دانیال نبی

نمای هوایی از شهر شوش که مرقد پیامبر دانیال و قلعه آپادانا در آن مشخص است

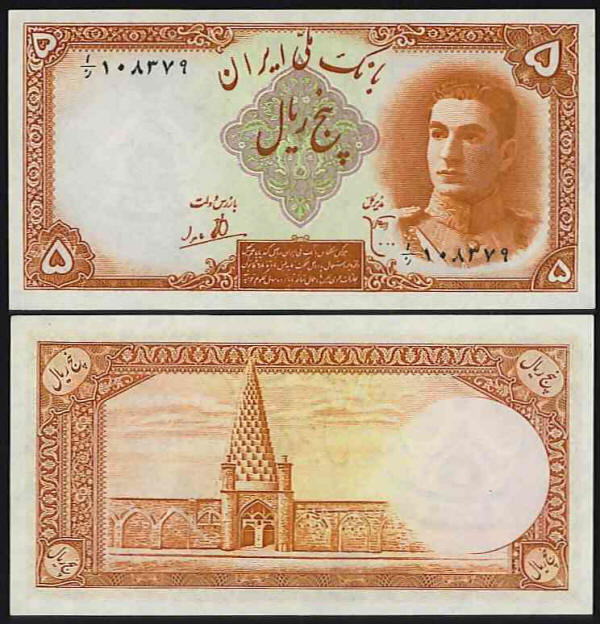
تصویر آرامگاه دانیال نبی در شوش پشت اسکناس پنج ریالی

آرامگاه دانیال نبی در ساحل شرقی رودخانه شاوور، رو به روی تپه ارگ، واقع و مدفن یکی از پیامبران بنی اسرائیل دانیال است که در تورات یک کتاب با دوازده باب به او اختصاص دارد. بقعه شامل دو حیاط است که دور تا دور آن‌ها حجره‌ها و ایوان‌هایی ساخته شده است، بقعه در انتهای حیاط دوم که بزرگتر و وسیع تر است ساخته شده است. این حیاط از سه طرف دارای اتاق‌هایی است که برای اقامت زوار ساخته شده است. مقبره در ضلع مقابل مربع مستطیل حیاط دوم واقع و دارای مساحت کوچکی است که دور آن را دالانی فرا گرفته است، در این بقعه ضریحی و در زیر آن مرقدی با سنگ‌های زرد قدیمی بدون نوشته و لوح قرار دارد. در زیر بقعه زیرزمینی به طول و عرض ۳ در ۷ و ارتفاع ۱٫۸۰ واقع است. بنای بارگاه که بر روی زمین واقع می‌باشد اتاقی است که ضریحی آهنین در آن قرار دارد. سقف محوطه بقعه که ضریح در آن قرار دارد آینه‌کاری است و دریچه‌های نورگیری بر روی هشت گوش زیر گنبد تعبیه شده است. بدنه گوشواره‌ها و بدنه‌های دیواره اتاق ضریح، گچ‌بری قدیمی دارد که روی آن را رنگ کرده‌اند.
پی‌های بقعه قطور و قدیمی‌اند. ورودی به محل اتاق ضریح شرقی است و ورودی به حیاط نیز شرقی می‌باشد. هشتی ورودی به بقعه ایوانی است که چهار متر عرض دارد و از دو طرف دو کفش کن بدان راه دارد و آیینه کاری شده است. دو نیم مناره کوتاه در دو طرف در ورودی و دو گلدسته بر فراز جبهه‌های در ورودی بنا شده است. پیشانی هشتی، مناره‌ها، گلدسته‌ها و همچنین سردر و پیشانی و اطراف ورودی حیاط اول با کاشی‌های رنگارنگ بسیار زیبایی کاشی کاری شده است. پیشانی ضلع شرقی بنای بقعه، کاشیکاری شده و عبارت «افوض امری الی الله و من یتوکل علی‌الله» بر آن نوشته شده است. در سمت چپ جبهه ورودی نیز همین نقش تکرار شده است.
اتاق ضریح به ابعاد ۷ در ۷ متر است. گنبد بارگاه دانیال پیغمبر به صورت کثیر الاضلاعی شش ضلعی در ۲۵ طبقه مُضَرَس است که بر قاعده مدور استوار شده و در سال ۱۳۳۰ هجری قمری دو گلدسته بدان افزوده شده است. گنبد نیز بعد از خرابی گنبد اصلی در سال ۱۲۸۷ هجری قمری به دست حاج ملا حسین معمار - پدر معمار سازنده گلدسته ها- ساخته شده است.

### بقعه دِعْبِل خُزاعی
یکی از بناهای تاریخی و مذهبی شهرستان شوش، آرامگاه دعبل خزاعی است حسن بن علی معروف به دعبل خزاعی که به شاعر اهل بیت مشهور است. گفته می‌شود این شاعر متولد سال ۱۳۴ هجری قمری است.
آرامگاه وی در بخش شمالی شهر باستانی شوش، در قبرستان قدیمی این شهر و در کنار بقعه امامزاده عبدالله بن علی، واقع شده است.

### نصب و حذف مجسمه دعبل در شهر شوش
اوایل دهه ۷۰ شمسی بود که شهرداری شوش اقدام به ساخت مجسمه نمادین برای دعبل خراعی کرد. شهرداری نام یکی از میدان‌های اصلی این شهر را نیز به میدان دعبل خراعی تغییر داد، پس از چند ماه بدون اظهار نظر خاصی دربارهٔ دلایل برکناری مجسمه، این اثر هنری از محل نصب برداشته شد و به محوطهُ حرم دعبل خزاعی منتقل شد.
میدان دعبل خراعی نیز به نامی دیگر تغییر نام داد. پس از سال‌ها که این مجسمه در گوشه‌ای از حیاط حرم نگهداری می‌شد، مجدد این مجسمه را به انبار شهرداری شهر شوش منتقل کردند. پس از حدود ۲۰ سال فعالان اجتماعی شهر شوش نصب مجدد این مجسمه را که یکی از مؤلفه‌های هنری فرهنگی شهر بود خواستار شدند. در این خصوص نماینده مردم شهرستان شوش در مجلس شورای اسلامی ایران نیز در آستانه ثبت جهانی این شهر تأکید به نصب مجدد این مجسمه کرد. رئیس شورای شهر شوش و دیگر هنرمندان نیز خواستار نصب این مجسمه در شهر شدند.
بالاخره پس از سال‌ها تلاش فعالان میراث فرهنگی، شهرداری شوش مجسمه‌ای از دعبل خزاعی را در ورودی شهر شوش نصب کرد.

## آب و هوا
هوای شوش گرم و خشک است.
در مرکز این شهرستان بالاترین دما در تابستان بالای ۵۰ درجه سانتی‌گراد و کم‌ترین دمای ۱ درجه بالای صفر است آب و هوای این شهر متأثر از اثر پرفشار جنب حاره‌ای است که باعث می‌شود بعضی از ایام تابستان هوا شرجی باشد، از ۲۱۹ روستای این شهرستان فقط ۱۵۵ روستا آب دارند. از ۴۰۱۵ روستای خوزستان ۱۱۱۸ روستا فاقد آب هستند و فقط ۳۰۲ روستا به وسیلهٔ تانکر آبرسانی می‌شوند.

## ثبت جهانی شوش
محوطه تاریخی شوش به عنوان هجدهمین اثر ایران در فهرست میراث جهانی به ثبت رسید.
پس از بررسی پرونده ثبت جهانی محوطه باستانی شوش، این پرونده روز ۱۳ تیر ماه ۱۳۹۴ در نشست یونسکو در شهر بن آلمان به ثبت جهانی رسید. پرونده میراث فرهنگی شوش شامل کاخ شائور، آپادانا، دروازه شرقی، هدیش، شهر پانزدهم، روستای هخامنشی، مسجد جامع شوش و مجموعه بناهای دوره اسلامی، تپه‌های آکروپول و قلعه فرانسوی‌ها است.
در پرونده شوش، تپه باستانی آن با در نظر گرفتن معیارهای چهارگانه کمیته میراث جهانی در خصوص حفظ اصالت، یکپارچگی، مدیریت و حفاظت محوطه مورد ارزیابی و بررسی قرار گرفت.
باستان شناسان فرانسوی که در دوره قاجار نخستین کاوش‌ها را در این منطقه انجام دادند. بر اساس برآوردهای اولیه نزدیک به ۴۰۰ هکتار از این محوطه را به عنوان عرصه باستانی شوش تعیین کردند اما در بررسی باستانشناسی که از سوی کارشناسان میراث فرهنگی انجام شد، محوطه باستانی شوش به اضافه حریم آن تا ۸۰۰ هکتار افزایش یافت.

## اقتصاد شهر شوش

بازار تره بار شوش دانیال، سال ۱۳۸۳

حیات اقتصادی شهر شوش با احداث راه اصلی تهران – خرمشهر و راه‌آهن سراسری آغاز گردید. اهمیت تاریخی آن نیز موجبات توجه و جذب جهانگردان و مشتاقان زیارت بارگاه دانیال نبی را فراهم آورد به نحوی که با افزایش جمعیت این شهر در سال ۱۳۳۵ دارای شهرداری گردید و با احداث سد دز شبکه خطوط انتقال انرژی، سیستم آبیاری مدرن، ایجاد کشت و صنعت‌ها به خصوص هفت تپه و واحدهای صنعتی متعدد منطقه شمال خوزستان به خصوص ناحیه اطراف، شهر شوش شاهد تحول اقتصادی عظیمی است که جایگاه ویژه‌ای در اقتصاد ملی و توسعه کشور به‌دست‌آورد.

## طبیعت و جاذبه‌ها
شتر شوشی از جاذبه‌های کمتر معرفی‌شده این شهر است. شوش دارای بیش از سه هزار نفر شتر است که تراکم این شترها در روستای عنکوش منطقه چنانه شوش است. شهرستان شوش در زمینه پرورش شتر ازجمله مناطق مستعد در ایران به حساب می‌آید.

## کشاورزی و منابع طبیعی

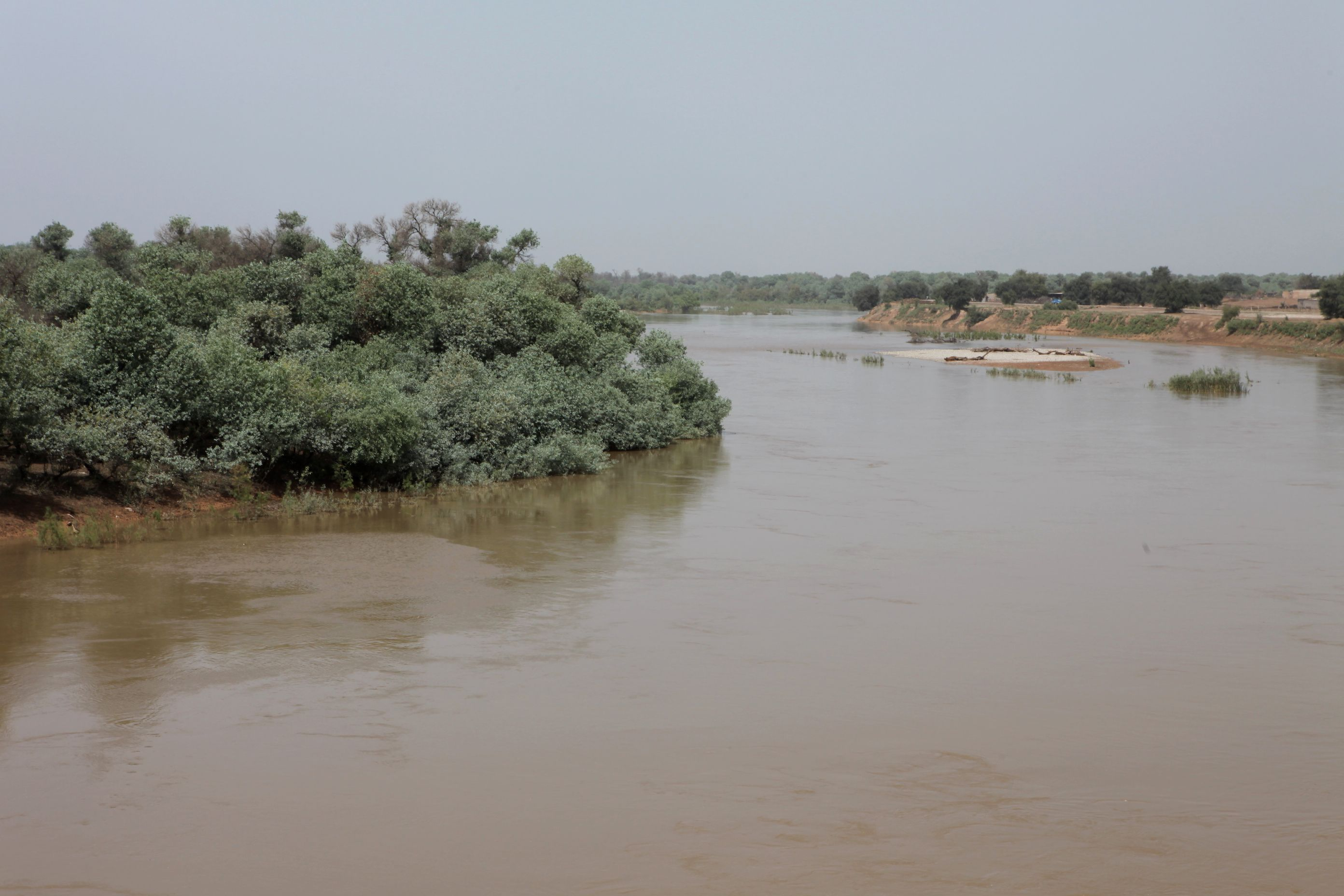
رودخانه‌ای در منطقه شوش

وجود سه رودخانه کرخه، دز و شاوور شهرستان شوش را از نظر کشاورزی در استان خوزستان ویژه و ممتاز نموده است، وجود پوشش گیاهی اطراف رودخانه کرخه و دز امکان ایجاد بزرگ‌ترین اماکن تفریحی منطقه را به وجود آورده است.
اراضی مستعد کشاورزی، رودخانه‌های پرآب دائمی، سفره‌های آب‌های زیرزمینی سطح نسبتاً وسیع جنگل در حواشی رودخانه، سواحل و آب‌بندهای متعدد، مراتع و مراکز کشت و صنعت در شهرستان شوش سبب شده‌اند که فعالیت کشاورزی (زراعت، دامداری و صید ماهی) مهم‌ترین فعالیت اقتصادی منطقه به‌شمار آید و بالاترین جمعیت فعال را به خود جذب نماید و در این میان بخش زراعت از اهمیت ویژه‌ای برخوردار است به‌طوری‌که ۸۵ درصد شاغلین بخش کشاورزی را به خود مشغول کرده است. در بررسی وضعیت دما و بارش شهرستان شوش مشخص شده که این منطقه حداقل در ۶ ماه از سال با کمبود بارش مواجه است و از آنجایی که سالانه سطح وسیعی از اراضی به زیر کشت زراعت‌هایی چون گندم، نیشکر، ذرت، برنج، چغندرقند می‌رود بهره‌برداری و توزیع آب‌های سطحی منطقه از اهمیت ویژه‌ای برخوردار است، در سال ۱۳۹۱ و بنا بر اظهارات رئیس جهاد کشاورزی شوش، کشت سویا در سطح شهرستان شوش آغاز شده است، ایشان با اشاره به اینکه استقبال چندانی از محصول سویا نمی‌شود افزود: ۵۰ هکتار از مزارع شهرستان شوش برای کشت محصول سویا آماده شده است اما با وجود خرید تضمینی دولت در این محصول، با این حال کشاورزان از کشت سویا استقبال چندانی نمی‌کنند. این در حالی است که شرایط آب و هوایی خوزستان برای کشت سویا مناسب است، این مقام مسئول همچنین دربارهُ کشت برنج گفت: هنوز برای تأمین آب این محصول به توافقی قطعی نرسیده‌ایم چرا که در شرایط کنونی در سطح شهرستان شوش برداشت آب از حوضهُ کرخه کاملاً ممنوع شده است و هنوز از تصمیمات جدید در حوزهُ شاوور خبری نداریم که آیا در این منطقه مجوز کشت تابستانه صادر خواهد شد یا خیر، کشت برنج به صورت تدریجی انجام می‌شود و تا زمانی که آب وجود داشته باشد برای کشت اقدام می‌شود و پس از کشت مشخص می‌شود که چه میزان از اراضی شهرستان زیر کشت برنج رفته است، شهرستان شوش  به‌دلیل نقش بسیار زیادی که در تولید گندم و محصولات کشاورزی کشور دارد به عنوان قطب کشاورزی در جنوب غرب کشور معروف است

### شیوه‌های آبیاری زمین‌های زراعی

#### اراضی زیر شبکه مدرن آبیاری دز
سطح بسیار وسیعی از اراضی شهرستان شوش زیر پوشش این سیستم آبیاری می‌باشد که از کانال‌های مدرن درجه ۱ و ۲ تشکیل شده است. کل زمین‌های زیر پوشش این شبکه ۳۸۹۹۴ هکتار می‌باشد که بالاترین رقم مربوط به دهستان حسین‌آباد است که رقم ۱۲۸۵۵ هکتار را به خود اختصاص داده است.

#### اراضی زیر ایستگاه پمپاژ چاه‌ها
بسیاری از اراضی غرب شهرستان شوش که در غرب رودخانه کرخه قرار دارند به وسیله چاه‌های عمیق و نیمه عمیق آبیاری می‌شوند و انتظار می‌رود با بهره‌برداری از سد کرخه و اجرای سیستم کانال کشی آن باعث رشد و توسعه کشاورزی و اقتصادی منطقه گردد. بیشتر محصولات کشت شده شامل گندم و ذرت می‌باشد ولی صیفی جات مرکبات و شالی کاری نیز در بعضی مناطق رواج دارد. کشت چغندر و نیشکر که از دیر باز در این منطقه رواج داشته است  به‌دلیل واردات بی‌رویه شکر و قند کشت چغندر بسیار کم و کشت نیشکر محدود به اراضی اطراف هفت تپه است.

## جاذبه‌های گردشگری

### زیگورات چغازنبیل

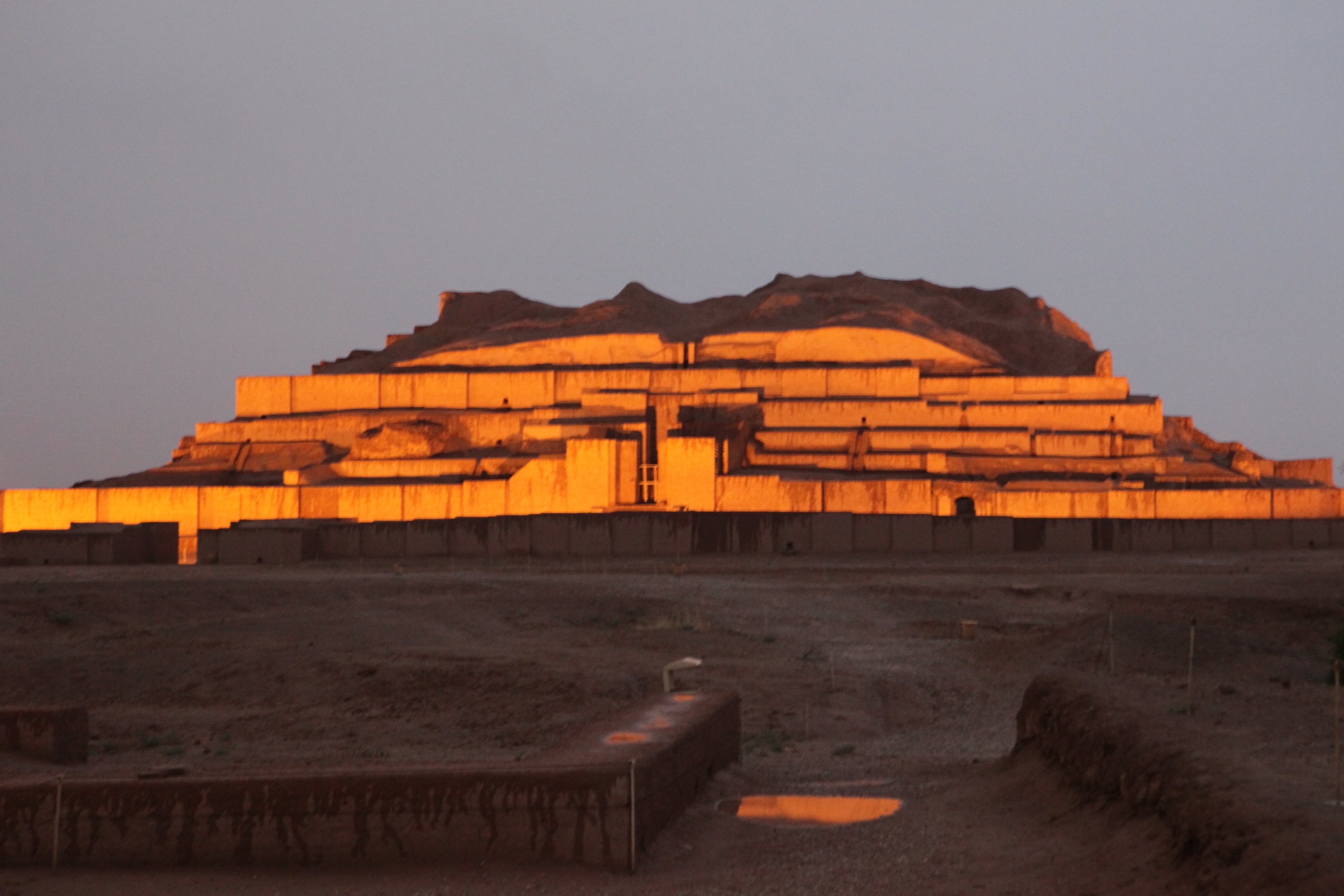
زیگورات چغازنبیل

زیگورات نیایشگاهی باستانی است که در زمان (ایلامی‌ها) و در حدود ۱۲۵۰ پیش از میلاد ساخته شده است. چغازنبیل معبد به‌جامانده از شهر دورانتاش است و در نزدیکی شوش (شهر باستانی) قرار دارد.
این سازه در ۱۹۷۹ اولین اثر تاریخی از ایران بود که در فهرست میراث جهانی یونسکو جای گرفت. جامعه بین‌المللی برای آن ارزش استثنائی و جهانی قایل است.
خاورشناسان زیگورات شوش را نخستین ساختمان مذهبی ایران می‌دانند.
این نیایشگاه توسط اونتاش گال (پیرامون ۱۲۵۰ پ. م)، پادشاه بزرگ ایرانی نژاد ایلام باستان، و برای ستایش ایزد اینشوشیناک، نگهبان شوش (شهر باستانی)، ساخته شده است.
مکان جغرافیایی زیگورات دورانتاش در ۴۵ کیلومتری جنوب شوش (شهر باستانی)، در نزدیکی منطقه باستانی هفت تپه است. دسترسی به این اثر باستانی از جاده‌ای انحرافی در جاده شوش به اهواز مقدور است.

### کاخ اردشیر (کاخ شاوور)
در سمت غربی رودخانه شاوور در سال ۱۳۴۷ خورشیدی کاخ جدیدی کشف شد که به سبب همجواری با این رودخانه به همین نام مشهور است. این کاخ دارای تالاری به اندازه ۶/۳۴ *۵/۳۷ متر با ۶۴ ستون است. پایه ستونها از سنگ بوده و دیوارها از خشت ساخته شده‌اند. این کاخ در ۳۵۰ متری غرب آپادانا واقع است وتوسط اردشیر دوم بنا گردید.

### ایوان کرخه
ایوان کرخه آثار شهری از دوره ساسانیان است و در زمان شاپور دوم ساسانی (۳۷۹–۳۰۹)ساخته شده است. این بنا در ۲۰ کیلومتری شمال‌غربی ویرانه‌های شوش و ۲۰ کیلومتری جنوب غربی دزفول، در سمت راست رود کرخه در جاده دهلران قرار دارد و کامل‌ترین و بزرگ‌ترین شهر مدفون شده ساسانی است. درحال حاضر فقط بخش اندکی از بنا باقی مانده است. به موازات دیوار، بنای بلند ۵۵ متری وجود دارد که در آن سه اتاق قابل تعمیر هستند، در مرکز، یک سرسرای مربع به ضلع ۷ متر که در شمال و جنوب با دو سرسرای مستطیل (۹متر*۱۷متر) همجوار است. در روی دیوار شرقی، تنها دیوار حفاظت شده تا امروز حرکت قوسهای عرضی به عرض ۶۰/۱ متر با فاصله ۷۲/۱ تا ۵۸/۱ متر مشهود است. در فاصله بین قوسها، دیوار دارای پنجره‌های باریکی است که پایه آن‌ها اندکی بالاتر از پاکار قوسها است. ساختمان به‌وسیلهٔ آجر به اضلاع ۲۸ تا ۳۲ سانتیمتر با ملات گچ ساخته شده است.

### کاخ آپادانای شوش
کاخ آپادانای شوش قصر زمستانی شاهان هخامنشی بوده است. این کاخ به دستور داریوش بزرگ پادشاه هخامنشی در حدود سال‌های ۵۱۵_۵۲۱ پیش از میلاد در شوش (شهر باستانی) روی آثار و بقایای عیلامی بنا نهاد شد. دیوارهای کاخ از خشت و ستون‌های آن از جنس سنگ است.
کاخ داریوش واحدهای مختلفی  ازجمله تالار بارعام، حرم‌سرا، دروازه و کاخ پذیرایی و همچنین سه حیاط مرکزی دارد. دیوارهای داخلی کاخ با آجر لعابدار منقوش با طرح‌های سپاه جاویدان، شیر بالدار و نقش گل نیلوفر آبی مزین بوده‌اند که بقایای به‌جای‌ماندهٔ آن‌ها در موزه‌های خارجی و داخلی نگهداری می‌شوند.
مساحت تالار یا کاخ آپادانا ۱۰۴۳۴ متر است. این کاخ که بارگاه یا آپادانا نامیده شده توسط اردشیر دوم تجدید بنا شده است. طرح کاخ بنایی کوشک مانند با ۳ ایوان ستوندار در جبهه شمالی، شرقی و غربی آن است. تالار مرکزی با ابعاد ۵۸ در ۵۸ متر است و دارای ۳۶ ستون می‌باشد. ارتفاع ستونها حدوداً ۲۰ متر است و با ستون‌های کله گاوی شکل ساخته شده است. ایوان‌ها هر کدام دارای دو ردیف ستون ۶ تایی می‌باشند.
از کلیه مجموعه کاخ ۱۱۰ اتاق و تالار مکشوف گردیده است. شش حیاط که سه تای آن‌ها بسیار بزرگ دور یک محور شرقی و غربی قرار گرفته‌اند، در داخل مجموعه کاخ‌ها وجود داشته‌اند که به وسیله یک راهروی بزرگ به بخش شمالی مربوط می‌گردیده است. سه حیاط کوچکتر در بخش شمالی مجموعه کاخ قرار داشته‌اند. اتاق‌ها و ساختمان‌های مختلف کاخ به وسیله این حیاط‌ها روشنایی گرفته و تهویه می‌شدند.
در سال ۱۸۸۰ میلادی، یک گروه از باستان شناسان فرانسوی این کاخ را از دل خاک بیرون کشیدند و ستون‌ها و سرستون‌های کاخ را با اره بریدند و به فرانسه منتقل کردند و امروزه در شوش، فقط چند زیرستون وجود دارد و کاخ به شکل سابقش وجود ندارد. بیش‌تر اشیاء خارج شده، اکنون در موزه لوور نگهداری می‌شوند.

### هفت تپه
محوطه باستانی هَفت‌تَپه حدود ۱۵ کیلومتری جنوب شرقی شهر شوش واقع شده و همان‌طور که از نام آن پیداست از تپه‌های متعددی تشکیل شده است. گستردگی این محوطه باستانی به مراتب باعث جلب توجه کاوشگران مختلف قرار گرفته است. بررسی‌های سطح الارضی که قبلاً مَک آدامز (Robert McC Adams) در این ناحیه انجام داده بود، گویای این مسئله بودند که این محوطه گسترده باستانی فقط در دوره محدودی مسکونی بوده است.
در هفت تپه قسمتی از یک دیوار خشتی و طاقی آجری در هنگام تسطیح زمین و راه‌سازی توسط بولدوزرهای طرح نیشکر هفت تپه نمایان گردید. این محل توسط هیئت حفاری به عنوان نقطه شروع کار انتخاب شده و با ایجاد شبکه‌ای که دارای خانه‌های ۱۰ × ۱۰ متر بود که عملیات حفاری از این محل به سمت جنوب ادامه پیدا می‌کرد. خاک‌های ناشی از حفاری در قسمت شمال غربیِ محوطه حفاری، در مجاورت تپه‌ای که مجموعه آرامگاه‌ها بر روی آن واقع شده، انباشته شده‌اند. با ادامه کاوش در طول فصل‌های بعدی، ترانشه‌های متعددی به ابعاد ۱۰ ×۱۰ متر حفاری شدند که تعداد آن‌ها مجموعاً حدود ۱۵۰ ترانشه می‌باشد.
در آرامگاه سکوی بزرگی ایجاد شده که توسط دیوارچه‌های کوتاهی به سه بخش تقسیم می‌شده است. در بخش شمالی هفت اسکلت قرار داشته، بخش میانی که کوچکتر از دو بخش دیگر است، بدون اسکلت و بخش جنوبی دارای دو یا سه اسکلت بوده است. در پای سکو در جنوبی‌ترین قسمت آرامگاه، مجاور درب ورودی تعداد ده اسکلت به‌صورتی بی نظم بر روی هم قرار داشتند. به این ترتیب مجموعاً حدود ۲۱ یا ۲۲ اسکلت در معبد پیدا شده‌اند. تقسیم‌بندی سکوی آرامگاه به بخش‌های مختلف خود گواه این است که این مقبره برای تدفین اشخاص متعددی ساخته شده و احتمالاً یک آرامگاه شاهی نمی‌باشد. وجود اسکلت‌های متعدد بر روی سکو و انباشته کردن اسکلت‌های قدیمی در گوشه آرامگاه نیز این مسئله را تأیید می‌کند. با توجه به اکتشافاتی که در نقاطِ مختلفِ منطقه انجام شده است، درب ورودی آرامگاه پس از هر تدفین با سنگ یا آجر بسته و در هنگام تدفین‌های بعدی مجدداً باز می‌شده است. مشاهداتی که در هفت‌تپه شده، نیز حاکی از این مسئله می‌باشد. موزهٔ هفت‌تپه حاوی تمامی اکتشافات فوق است.

### رود کرخه
کَرخه نام رودخانه‌ای است در جنوب باختری ایران در استان خوزستان.
رودخانه کرخه از شمال به سوی جنوب جریان دارد و پس از گذر از کنار آثار شوش باستان به سوی باختر تغییر مسیر می‌دهد.
منطقه کرخه در ۵ کیلومتری غرب جاده ترانزیتی اهواز – شوش به صورت نوار سبز رنگی در حاشیه رودخانه کرخه قرار گرفته است.
جنگل کرخه زیستگاه اصلی جانوران زیادی در منطقه خوزستان می‌باشد که مهم‌ترین آن‌ها گوزن زرد است که از گونه‌های نادر ایران وجهان به‌شمار می‌رود علاوه بر آن گونه‌های جانوری با ارزشی نظیر انواع پرندگان شامل بلبل خرما، لیکو، دراج و… در منطقه زندگی می‌نمایند. از پستانداران با ارزش منطقه رودک عسل خوار و گربه جنگلی را می‌توان نام برد.

### قلعه شوش
قلعهٔ شوش قلعه‌ای است که توسط ژاک دمورگان فرانسوی برای سکونت باستان‌شناسان فرانسوی در نزدیکی آرامگاه دانیال نبی در شوش بر روی تپه‌ای تاریخی بناشده است. از مهم‌ترین آثار به‌دست آمده از این تپه‌ها، می‌توان به مجسمهٔ معروف ملکه ناپیر اسوستون، لیوان مشهور سفالی شوش به رنگ نخودی و نقش بزکوهی و قانون حمورابی اشاره کرد.
این قلعه دارای نقشه‌ای قرون‌وسطایی است و توسط فرانسویها با استفاده از نیروی کار ایرانی و نظارت خاندان فیلی که امنیت ساخت را بر عهده داشتند و حاج مصطفی دزفولی ساخته شده است. ساخت قلعه با استفاده از آجرهای کاخ داریوش هخامنشی (کاخ آپادانای شوش) و تعدادی از آجرهای منقوش به خط میخی چغا زنبیل که ناشی از تخریب قسمتهایی از این بناها بوده انجام شده است. نقشهٔ قلعه ذوزنقه‌شکل است، که قاعدهٔ کوچک آن در سمت شمال واقع شده و دور تا دور آن را راهرویی احاطه کرده و چند ردیف اتاق به سمت حیاط، بر گِرد آن قرار گرفته است. برج شمال‌غربی قلعه مربع‌شکل و برج شمال‌شرقی، دایره شکل است.

### پارک بادی شوش یا پارک میراث فرهنگی
پارک بادی شوش فضای سبزی است در بدو ورود به شهر شوش از سمت جاده ترانزیت نمایان می‌شود این پارک محل اسکان رایگان مهمانان در ایام نوروز و محلی برای تفریح مردم شوش است که ساکنان شهر برای گذارندن اوقات فراغت و انجام ورزش‌های دلخواه خود به آنجا می‌رود؛ و در بعضی ایام در شب شبکه‌های تلویزیونی با ویدئو پروژکتور برای همشهریان نمایش داده می‌شود.

## مراسم مذهبی

دید و بازدید عید فطر در خیابان میثاق شهر شوش

عید فطر یکی از اعیاد مذهبی شوش و خوزستان است. بارها استان خوزستان برای عید فطر از امتیاز تعطیلی چند روزه برخوردار بوده است و دلیل این امر حضور مردم عرب در این استان است که عید فطر از اهمیت بالایی نزد آن‌ها برخوردار است.
براساس یک سنت دیرینه مردم خوزستان عید را در کنار اعضای خانواده، دوستان و دیگر مسلمانان با شکرگزاری به درگاه خداوند سپری کرده یا پس از بازگشت از نماز افراد کوچک‌تر به خانه بزرگ‌ترهای خود می‌روند تا عید را به یکدیگر تبریک بگویند. این بازدیدها در محله‌ها به صورت دسته جمعی صورت می‌گیرد.
در سال ۱۳۹۰ نیز بحث افزایش تعطیلات عید در خوزستان مطرح بود. در خوزستان، روز عید فطر، از اهمیت و جایگاه بسیار بالاتری در فرهنگ عمومی برخوردار است؛ بدین معنا که گرامی‌داشت عید فطر، با هنجارها، رفتارها، رسم‌ها و آداب و سنن بسیاری همراه است. مجموعه این آیین‌ها از حدود یک هفته (کمتر یا بیشتر) قبل از فرارسیدن روز عید فطر آغاز و تا حداقل یک هفته پس از روز عید فطر ادامه می‌یابد.
در این مناطق، عید فطر، مانند جشن نوروز در یک بازه زمانی چند روزه گرامی داشته می‌شود. برای ملموس تر شدن این موضوع می‌توان این مثال را مطرح کرد که آیا می‌توان جشن نوروز را تنها در یک روز محدود کرد؟ قطعاً جواب منفی است چرا که این عید با آداب و رفتار و مراسم و سنن بسیاری همراه است که عمل به آن‌ها به‌طور حتم بیش از یک روز تعطیلی می‌طلبد.
دربارهٔ عید فطر نیز وضعیت همین گونه است؛ یعنی برخلاف پایتخت و مناطق مرکزی ایران که روز عید فطر هیچ تفاوتی با دیگر روزها ندارد در برخی مناطق، گرامی‌داشت عید فطر با آداب و سننی به حجم جشن نوروزهمراه می‌شود.
در بخش مهمی از مناطق ایران، مردم، قبل از رسیدن عید فطر، لباس نو می‌خرند، خانه تکانی می‌کنند و با خرید شیرینی و دیگر وسایل پذیرایی، برای استقبال از مهمانان عیدآماده می‌شوند. روند عیددیدنی شامل همه اعضای یک خانواده بزرگ یا فامیل مستقر در مناطق و شهرهای مختلف می‌شود. این عیددیدنی‌ها معمولاً تا یک هفته طول می‌کشد و سفره‌های آجیل و شیرینی و شربت نیز در این مدت، به عنوان یک رسم پهن هستند.
مراسم شادی و عزا در شوش، تک قومی نیست و همه اقوام لر، عرب، لر بختیاری و دزفولی در شادی و غم باهم شریکند و این نشان از اوج موفقیت جامعه مدنی در شوش است.

## فرهنگ و هنرمندان
در تاریخ ۲۶ دی ماه ۱۳۸۸ کتابخانه عمومی مالک اشتر هم‌زمان با سومین سفر رئیس‌جمهور و هیئت دولت به استان در روستای مالک اشتر شوش افتتاح شد، این کتابخانه دارای زیر بنای ۱۲۰ متر مربع و مساحت ۸۰۰ متر مربع ششمین کتابخانه عمومی و تازه تأسیس این شهرستان است که از طریق جذب مشارکت‌های مردمی به ادارهُ کتابخانه‌های عمومی شهرستان شوش واگذار گردید

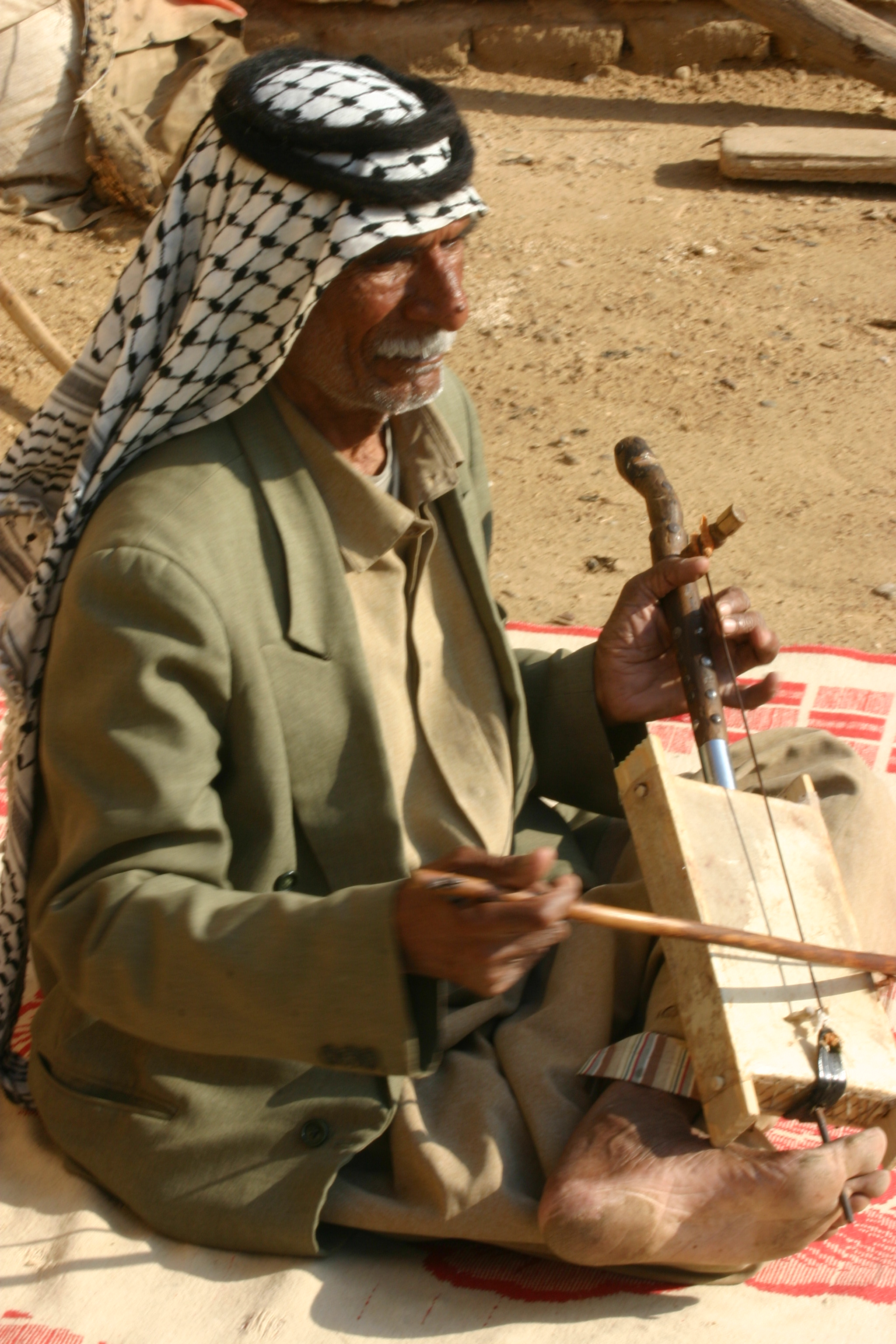
حسان اگزار

از هنرمندانِ محبوب منطقه، می‌توان به حسان اگزار چنانی زاده اشاره داشت، نوازندهُ اهل منطقه شاوور از توابع شهرستان شوش که تا پایان عمرش در روستای میثم تمار سکونت داشت او از ۱۲ سالگی به خوانندگی و نوازندگی روی آورد که در واژگان بومی به آن شاعری می‌گویند. او بیت خوان حماسی خوی و بیت خوان آل الله است. هنر شاعری در خانواده آنان موروثی است.

چنانی زاده نزد بزرگانی نظیر اکران شروبه که سبک خواندن در خوزستان را تغییر داد. آموزش دید، حسان، هم به بیت‌ها و هم به سطور آشنایی کامل داشت و آوازهای آموری که مشابهتی با امیری‌های مازندران دارد را به اجرا درمی‌آورد.

وی دو روز پس از اجرای هنرمندانه در بیست و پنجمین جشنواره موسیقی فجر در راه بازگشت به زادگاهش در اثر سکته قلبی درگذشت. چنانی زاده که شامگاه یکشنبه نهم اسفند در فرهنگسرای اندیشه تهران حوزه هنری و در بخش ذکر و ذاکرین و مولودی آخرین اجرای زندگی اش را در بیست و پنجمین جشنواره موسیقی فجر انجام داد در سن ۷۵ سالگی فوت کرد.
ایمانی خوشخو، معاون امور هنری وزارت فرهنگ و ارشاد اسلامی وقت نیز در پیامی، درگذشت حسان اگزار چنانی‌زاده هنرمند موسیقی نواحی را تسلیت گفت. همچنین محمدعلی خیری دبیر بیست و پنجمین جشنواره بین‌المللی موسیقی فجر نیز در پیامی جداگانه تسلیت خود را به اهالی خوزستان رساند.

حسان اگزار چنانی زاده از دوستان درویش بود که به همراه یکدیگر در بیست و پنجمین جشنواره موسیقی فجر ملودی‌های بکر نواحی را می‌نواختند. سازی که حسان اگزار از آن استفاده می‌کرد دست‌ساز خودش بود که از یک سیم و ساز ساده تشکیل می‌شد.

## دیدنی‌ها
از مناطق دیدنی می‌توان مناطق جنگی را نام برد منطقه عملیات فتح المبین و یادمان شهدای فتح المبین شوش
دورانتاش
سواحل شاوور از دیدنی‌های طبیعی با پوشش گیاهی بسیار جالب از دید خیلی‌ها مخفی مانده است

## صنایع دستی
نقاشی روی سفال، نقاشی روی چوب، تذهیب، منبت چوب، معرق چوب، سفالگری، کپو بافی، محرق ساقه گندم و سرمه دوزی،چغبافی،قالی بافی

## نگارخانه

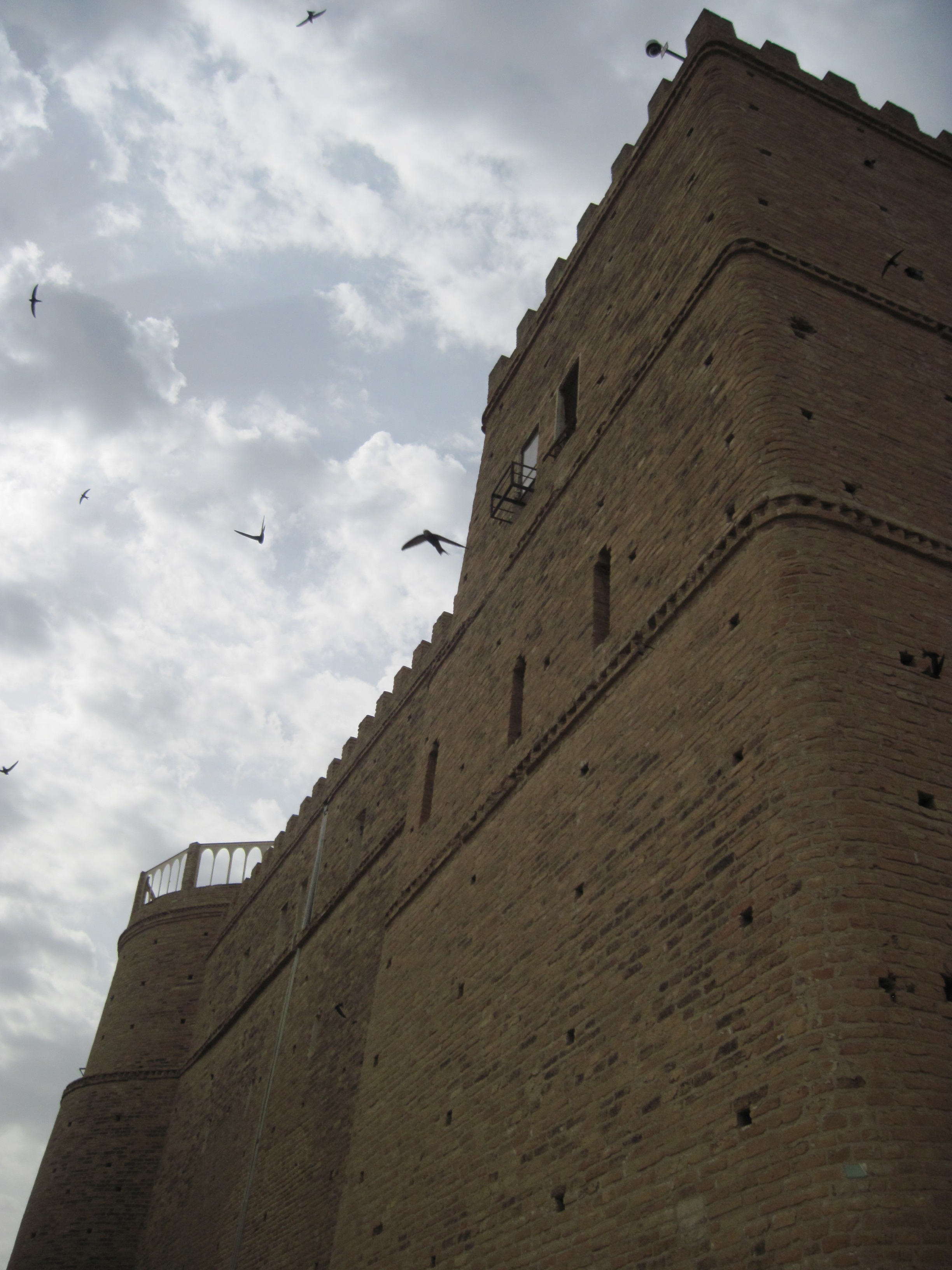
قلعه شوش
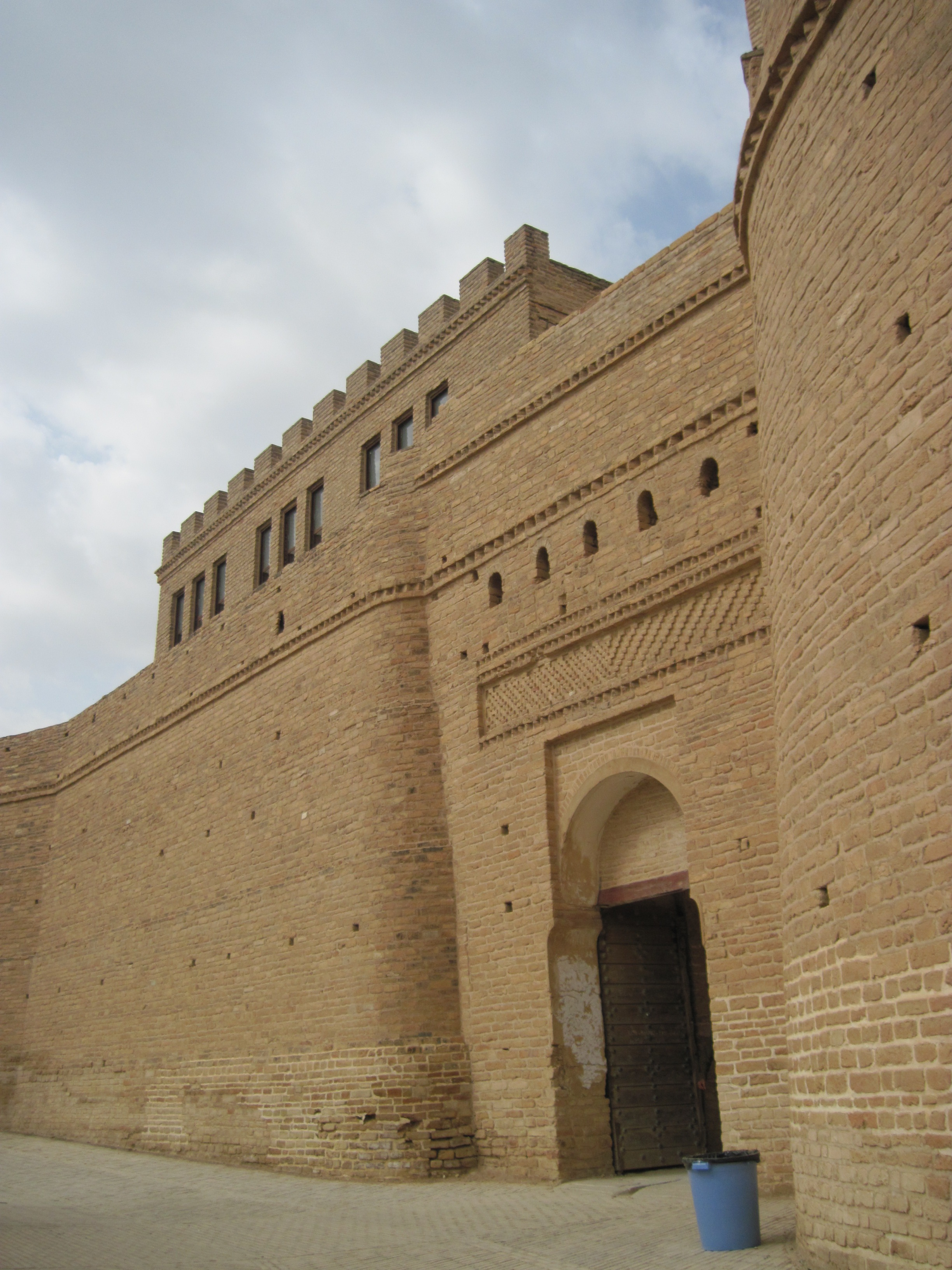
قلعه شوش
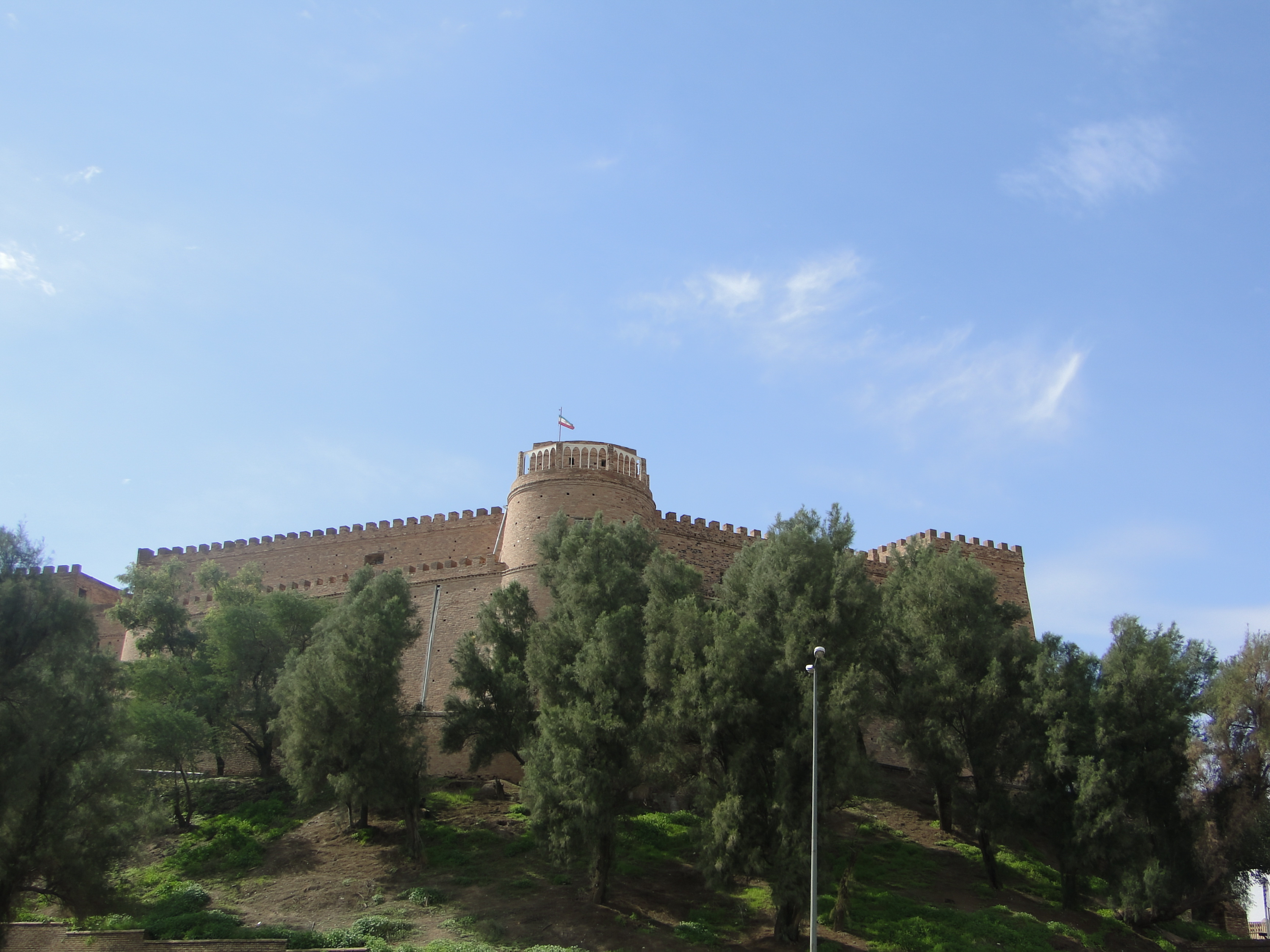
قلعه شوش
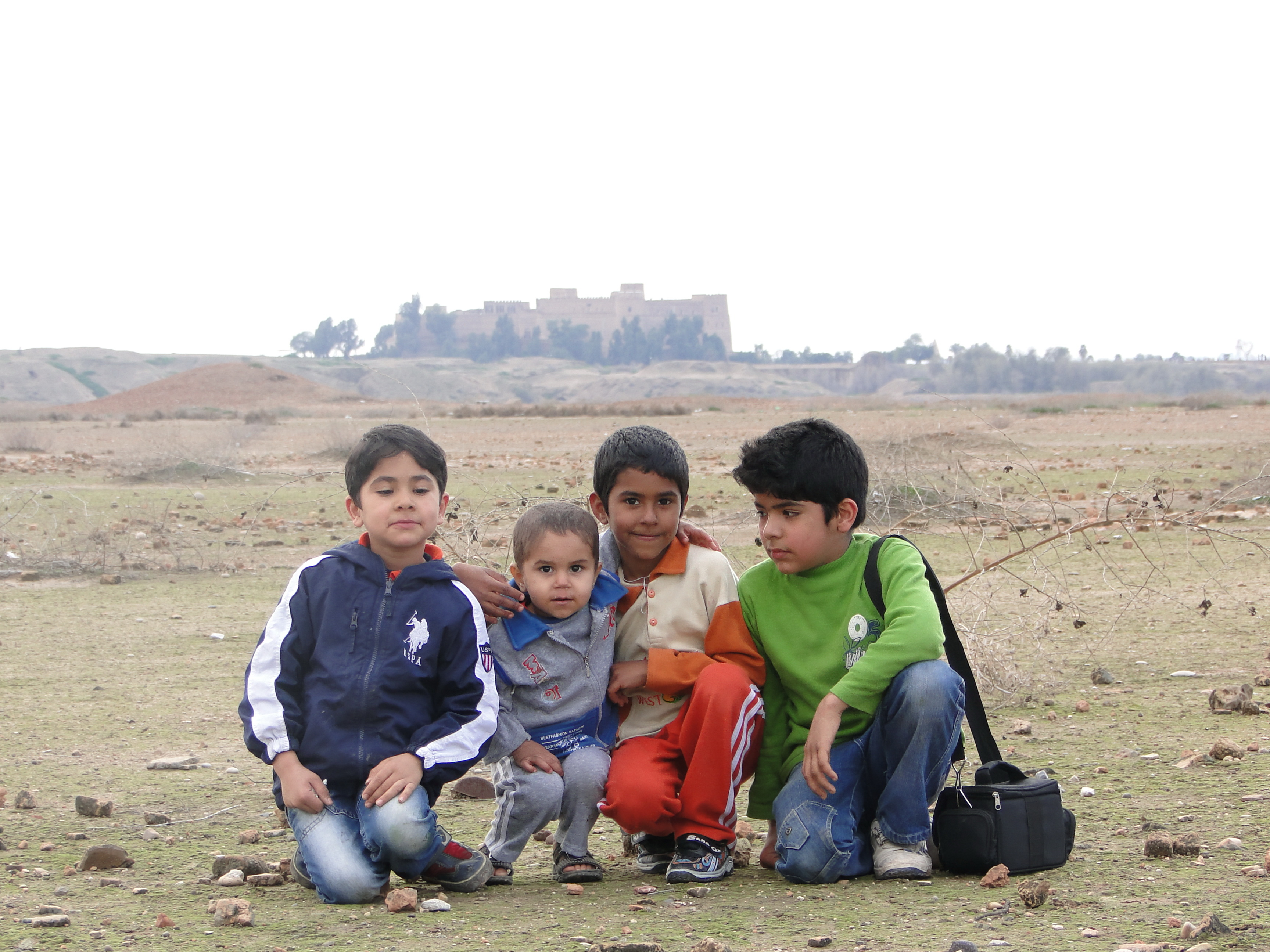
کودکان با دورنمایی از قلعه شوش
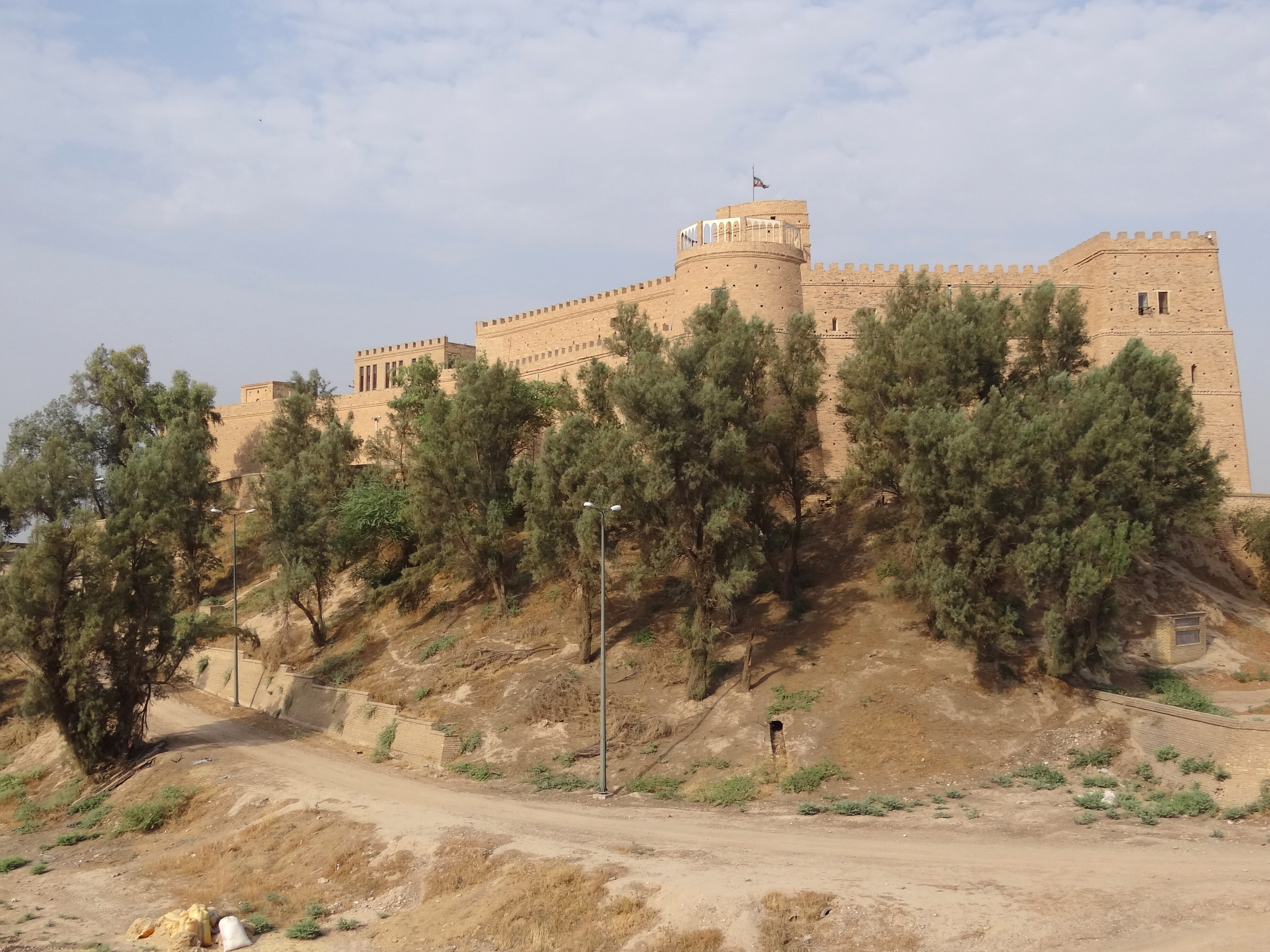
نمایی از قلعه
محوطه آپادانا نوروز سال ۱۳۸۸
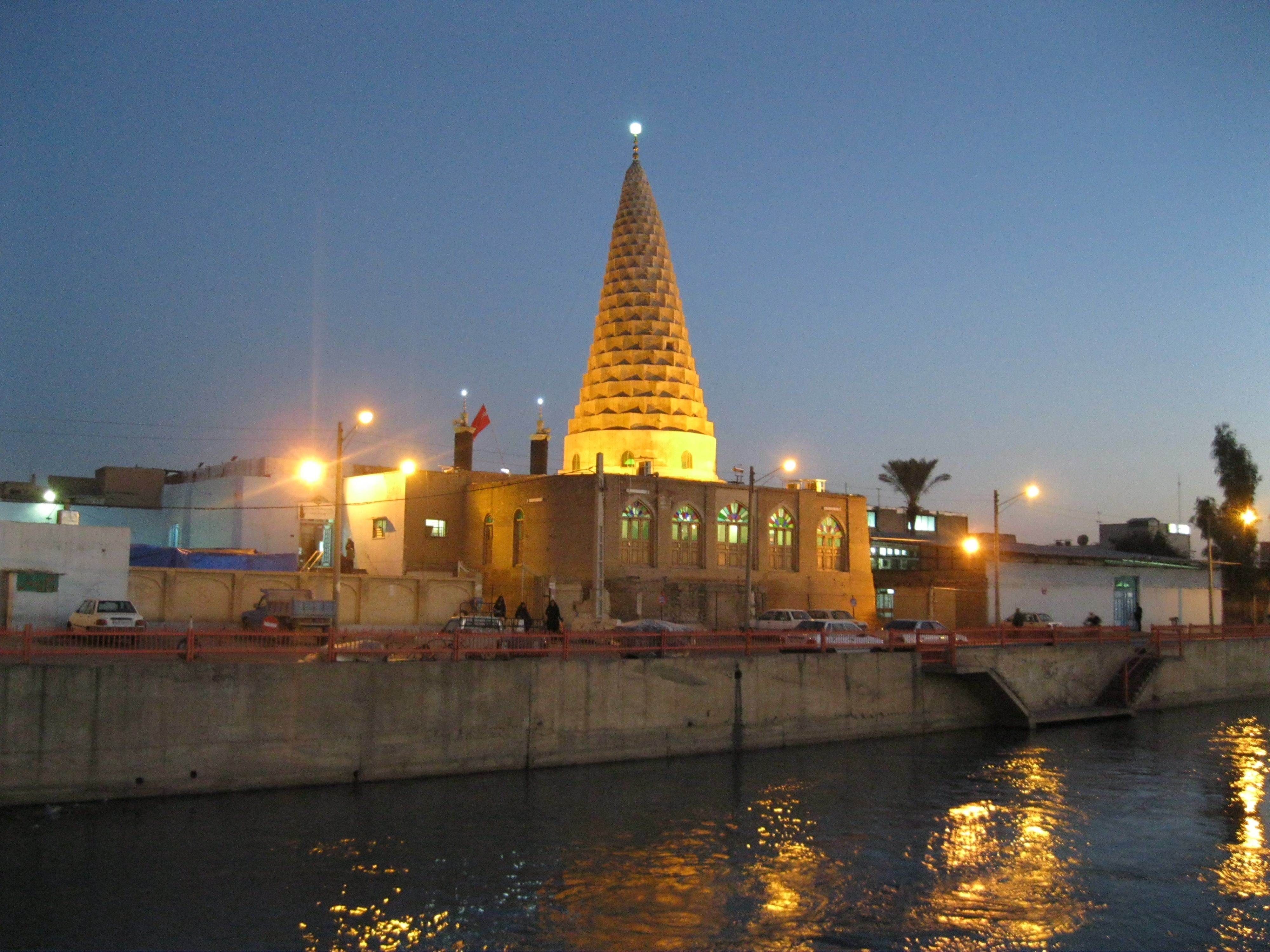
عکسی از آرامگاه دانیال؛ شب

## واژگان
1. ↑  Elam
2. ↑  Achaemenid Empire
3. ↑  Torah
4. ↑  Hebrew language
5. ↑  Middle Ages
6. ↑  Daniel (biblical figure)
7. ↑  Yazata
8. ↑  Semitic people
9. ↑  Shamash
10. ↑  Nahhunte
11. ↑  Huban
12. ↑  Inshushinak
13. ↑  Mesopotamia
14. ↑  Royal Road
15. ↑  Darius I
16. ↑  Pasargadae
17. ↑  Persepolis
18. ↑  Lydia
19. ↑  Persian Jews
20. ↑  Babylonia
21. ↑  Chaldea
22. ↑  Pottery
23. ↑  Clay tablet
24. ↑  Castle
25. ↑  Karkheh River
26. ↑  Dez River
27. ↑  Ziggurat
28. ↑  Ashurbanipal
29. ↑  Roman Ghirshman
30. ↑  Jean Perrot
31. ↑  Benjamin of Tudela
32. ↑  Marcel Dieulafoy
33. ↑  Jane Dieulafoy
34. ↑  Joseph Désiré Tholozan